# Адыги

Национальный флаг адыгов

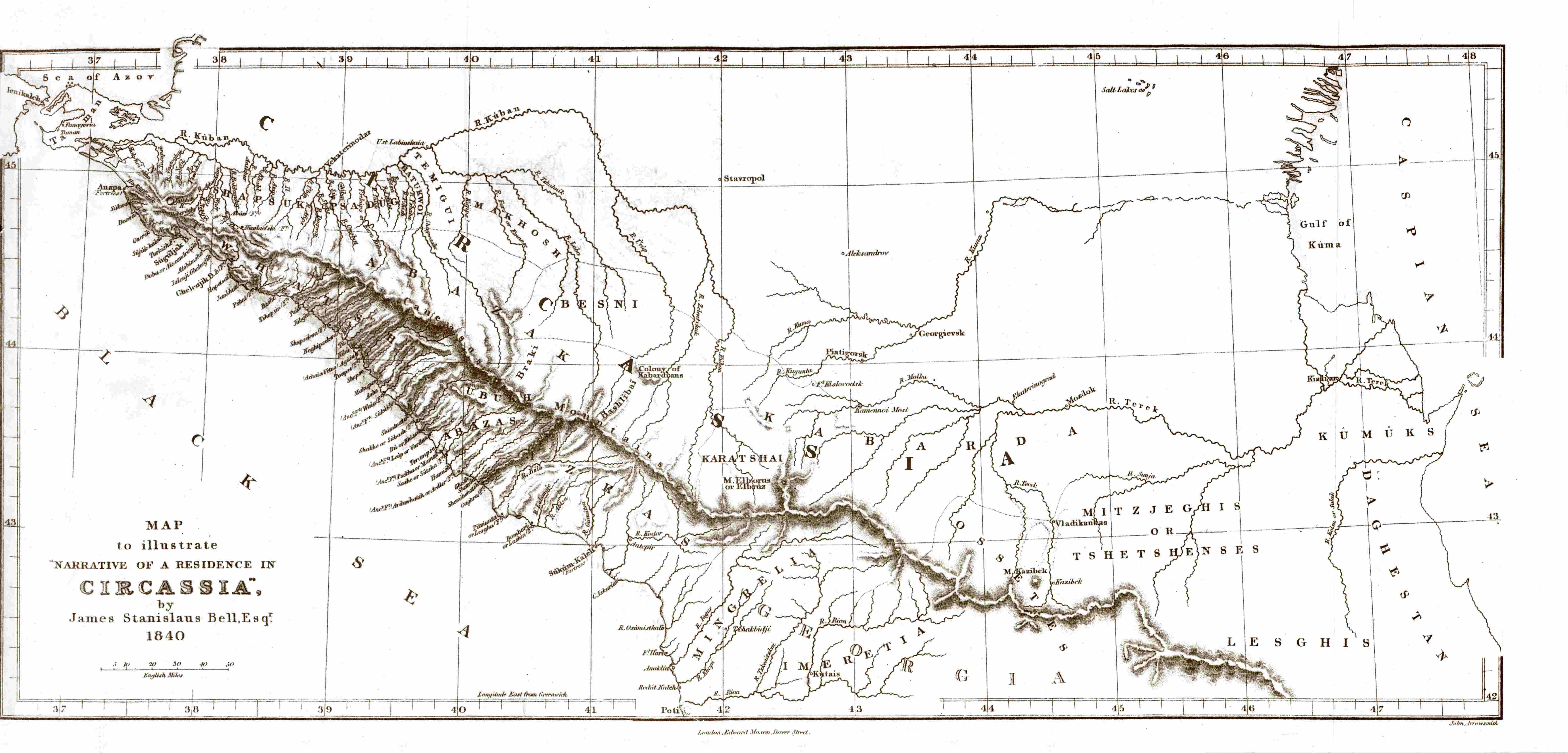
Карта Черкесии, составленная британским эмиссаром Джеймсом Беллом

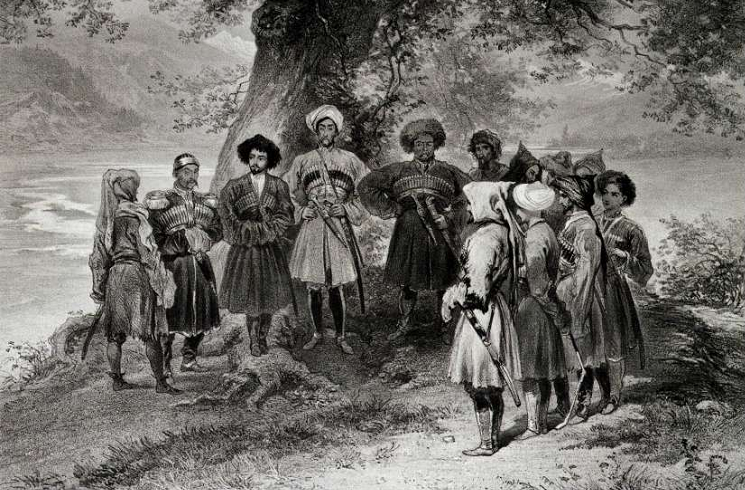
Совещание черкесских князей в 1839—1840-х годах, Григорий Гагарин

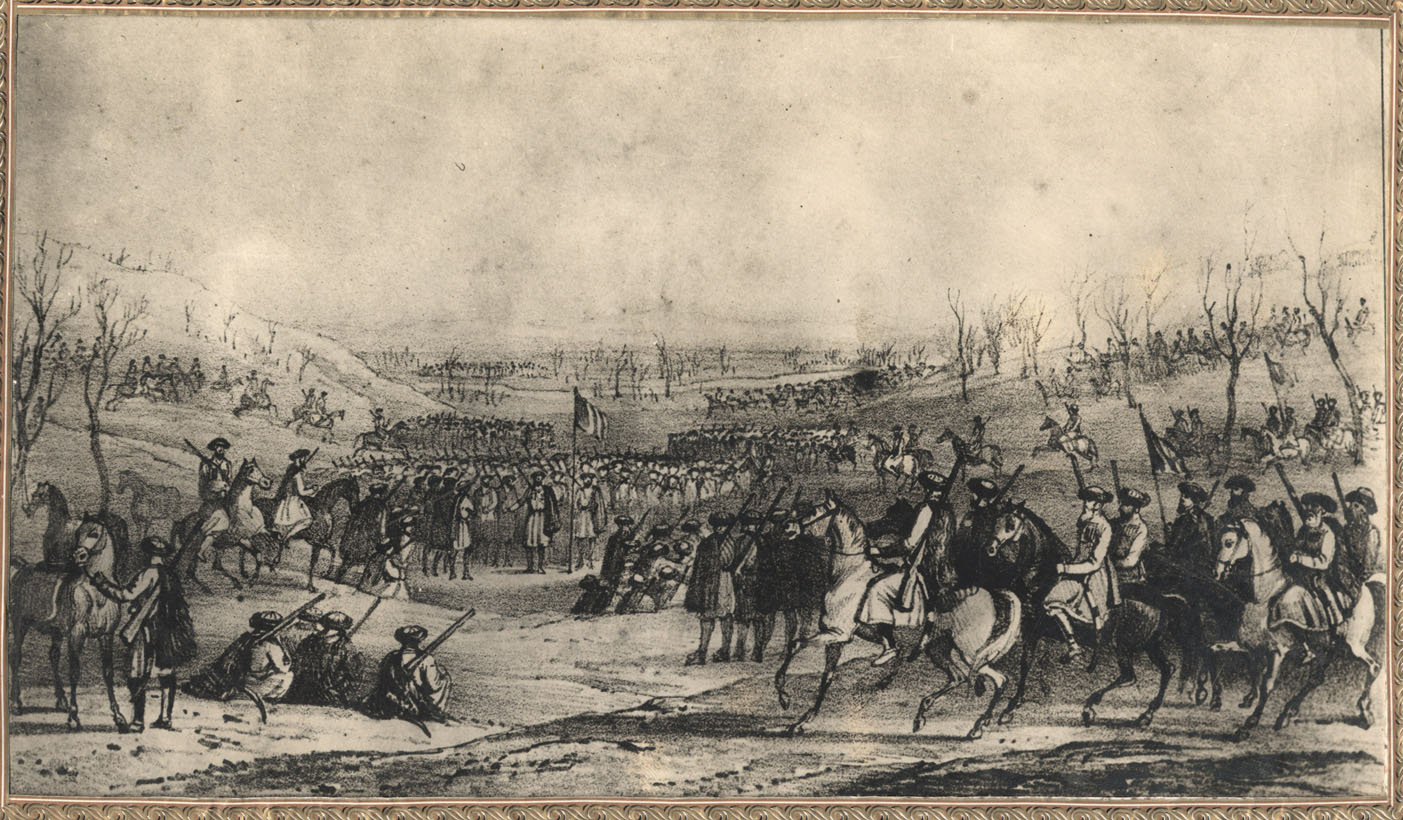
Черкесская кавалерия, гравюра О. Барнарда с рисунка Джеймса Станисласа Белла, издательство 1840 года в книге Белла «Journal of a Residence in Circassia during the Years 1837, 1838 and 1839»

Ады́ги, или черке́сы (самоназвание — ады́гэ) — народ, говорящий на адыгских диалектах абхазо-адыгской языковой семьи. Автохтонный народ Северного Кавказа, общее название единого народа в России и за рубежом, включающего в себя адыгейцев (жителей Республики Адыгея), кабардинцев (жителей Кабардино-Балкарской Республики), черкесов (жителей Карачаево-Черкесской Республики) и шапсугов Краснодарского края. Коренное население Адыгеи, Кабардино-Балкарии, Карачаево-Черкесии, Краснодарского и Ставропольского краев, а также Моздокского района Северной Осетии (моздокские кабардинцы).
Часто к черкесам (адыгам) относят убыхов (самоназвание — пёх, бʼёхъ; убых. тIуахъы), в том числе издававшаяся в конце XIX — начале XX века Энциклопедия Брокгауза и Ефрона, при этом оговаривая, что это «одно из черкесских племён, весьма смешанное по своему составу». Некоторые исследователи — в частности, известный этнограф, лингвист, кавказовед Л. Я. Люлье, хорошо знавший черкесский язык и составивший в 1820-е годы первый адыгский алфавит на основе кириллицы — считал, что «Убыхи говорят особым языком, не имеющим сходства ни с черкесским, ни с абхазским». Тем не менее большинство убыхов на самом деле говорило на абадзехском диалекте адыгейского языка. Многие авторы XIX столетия отмечали, что, находясь среди убыхов, даже не слышали их языка ввиду «всеобщего употребления черкесского».
Советские источники определяют убыхов как народ, родственный по языку, культуре и быту абхазам, черкесам, абазинам и относят убыхский язык к абхазско-адыгским языкам. В заключении об этнониме «черкес» и топониме «Черкесия», сделанном в 2010 году заведующим отделом Кавказа ИЭА РАН, членом-корреспондентом РАН, доктором исторических наук, профессором С. А. Арутюновым отмечается, что «нынешние немногочисленные потомки убыхов, или те, кто считает себя таковыми (которых зафиксировала перепись 2002 г. в РФ), являются носителями общечеркесского самосознания, разделяют черкесские (адыгские) культурные традиции и идентифицируют себя с основным массивом современного черкесского (адыгского) народа».
За рубежом этноним «черкес» продолжает употребляться в отношении потомков адыгских (черкесских) мухаджиров, а также потомков адыгских (черкесских) мамлюков, правивших Египтом и Сирией с 1390 по 1517 год, проживающих в адыгской диаспоре. Этноним «черке́сы» и топоним «Черкесия» начиная с XIII века применяется для обозначения адыгского народа и его страны на Северном Кавказе. Как последствие Кавказской войны, административных преобразований Российской империи в XIX веке, а позже — и СССР, адыгский (черкесский) народ на своей родине представлен множеством анклавов, большинство из которых административно и территориально объединены в четыре массива, именуемые «шапсугами», «адыгейцами», «черкесами» (жители Карачаево-Черкесии) и «кабардинцами».

## Этнонимы
Этноним «черкасы» — итальянского происхождения и был позаимствован у средневековых генуэзских купцов и путешественников, которые первые придали ему распространённость. Живший на Кавказе в XV веке генуэзец Георгий Интериано в своих воспоминаниях «Жизнь зиков, именуемых черкасами» писал, что «зихами» зовутся они на греческом и латинском языках, татары и турки зовут их «черкасами», и на их собственном наречии они называются «адыги».
Название «черкесы» использовалось тюркскими народами (главным образом казахами, татарами и турками), а также русскими. На рубеже XIII и XIV столетий в русских летописях вместо «касогов» постепенно появляется новый экзоэтноним «черкесы». При этом их также иногда называли турецким именем «казаки». В то же время исследователями отмечается, что русские дали коллективное имя «черкесы» горцам Черкесии, входившим в различные племена.
В русском языке форма «черкес» вытеснила форму «черкас» лишь в XIX веке, после начала Кавказской войны.

### Прежние этнонимы
Начиная с античных времён, черкесы стали известны под различными наименованиями (этнонимами), такими как керкеты, зихи, джики, кашаги, касы, касоги, джаркасы, меоты, синды, псессы, досхи, каски и др.

В частности, в Энциклопедии Брокгауза и Ефрона писалось:
Уже у греческих историков встречается название керкет, которое относят именно к черкесам. Греки их называли также зюхой (у Appianа).

### Черкесы
С XIII века все эти названия вытесняются экзоэтнонимом «черкесы». С этого же времени для обозначения страны проживания этого народа на Северном Кавказе употребляется топоним «Черкесия».
При употреблении этнонима «черкесы» следует иметь в виду следующее:
- в XV—XIX веках это был общеупотребительный экзоэтноним адыгов в европейских и русских источниках[19];
- в зарубежной и значительной части российской литературы для обозначения всех адыгов до сих пор употребляется этноним «черкесы». Хотя при этом следует также иметь в виду, что иногда черкесами именуют себя не только потомки переселившихся в XIX веке в Турцию адыгов, но и иных кавказских народов: абхазов, осетин, чеченцев и других[17];
- в части советской и современной российской литературы под этнонимом черкесы понимаются адыги — жители Карачаево-Черкесии (адыги с черкесским языком[3]).
- в Золотой Орде адыги — как и другие христиане, жившие в северном Причерноморье (чёрные клобуки) — получили имя черкасы, что, вероятно, происходит от тюркских слов чиркәү («церковь») и су («вода») — по происходившему в христианском храме обряде крещения путём погружения в воду.

### О самоназвании «адыг (адыгэ)»
Точное происхождение этнонима «адыг» (адыге, адыгэ) пока не установлено. Самым древним упоминанием в истории этого самоназвания в независимых источниках является книга генуэзского путешественника Дж. Интериано, изданная в Венеции в 1502 году, в которой он сообщал:
Зихи, называемые так на языках простонародном греческом и латинском; татарами же и турками именуемые черкесы сами себя называют «адига».
Он же писал о черкасах: «Носят длиннейшие усы. На поясе в кожаной сумочке, сделанной и вышитой руками жены, постоянно имеют огниво и бритву с оселком. Ею бреют друг другу голову, оставляя на макушке длинный пучок волос в виде косички».
В указанном выше заключении Института этнологии и антропологии Российской академии наук отмечается, что все черкесы (адыги) неизменно называли себя адыгэ, хотя при этом имели значение «локальные наименования, с которыми идентифицировали себя отдельные этнополитические образования — натухай, абадзех, жанэ, кабардэй и др.», но, «несмотря на некоторые различия социального и культурного характера, с историко-этнографической точки зрения это единый черкесский (адыгский) народ».

### Современная этнонимия и этнография
Несмотря на общее наименование и самоназвание адыгэ (черкесы, адыги), в советской и современной российской литературе (в том числе в современной российской этнографии) в отношении адыгских субэтносов используются 4 основных этнонима:
- кабардинцы (адыги / черкесы Кабардино-Балкарии) — один из двух коренных народов Кабардино-Балкарской Республики (адыги с кабардинским языком[3]), самым крупным адыгским субэтносом в республике являются кабардинцы, что и послужило основанием для названия республики; адыги (черкесы) — самый многочисленный народ, проживающий в республике, они составляют более 55 % её населения;
- черкесы (адыги / черкесы Карачаево-Черкесии) — один из коренных народов Карачаево-Черкесской Республики (адыги с черкесским языком[3]), ныне проживающий в основном в северных и западных районах Карачаево-Черкесии; общий для всех адыгов экзоэтноним «черкесы» в советское время был закреплён за адыгами проживавшими в этой местности, в основном, это были бесленеевцы и кабардинцы;
- адыгейцы (адыги / черкесы Адыгеи) — коренное население Республики Адыгея и Краснодарского края[41]; советское время этот выдуманный этноним был закреплён за всеми адыгами проживавшими за Кубанью, ныне проживают в Адыгее и в некоторых районах Краснодарского края (в основном у Черноморского побережья от Анапы до Сочи, в Успенском районе и в городе Краснодаре);
- шапсуги — коренное население исторической Шапсугии, проживающий в Туапсинском районе и городе Сочи (Лазаревский район) Краснодарского края, а также в Адыгее.

С эпохи позднего Средневековья у адыгов начали складываться ряд этнографических групп, в основном имевших территориально-политическое происхождение, в то время как их культура, традиция и быт мало чем отличались.
По окончании Кавказской войны субэтносы жанеевцы, хегайки, хетуки, чебсин и гоайе больше не встречаются. Большинство адыгов было выселено в Османскую империю.
| Субэтнос   | Адыгское название | Этническая группа       | Адыгское название                                   | Примечание                                          |
| ---------- | ----------------- | ----------------------- | --------------------------------------------------- | --------------------------------------------------- |
| Адыгейцы   |                   | Абадзехи                | Абэдзэх                                             |                                                     |
| Адыгейцы   | Адамийцы          | Адэмый                  |                                                     |                                                     |
| Адыгейцы   | Бжедуги           | Бжъэдыгъу               |                                                     |                                                     |
| Адыгейцы   | Гуайе             | Гъоайе                  | после Кавказской войны не встречаются               |                                                     |
| Адыгейцы   | Егерукаевцы       | Еджэрыкъуай             | полностью выселены с Кавказа после Кавказской войны |                                                     |
| Адыгейцы   | Жанеевцы          | Жьанэ, Жьаней           | после Кавказской войны не встречаются               |                                                     |
| Адыгейцы   | Мамхеги           | Мэмхэгъ,                |                                                     |                                                     |
| Адыгейцы   | Махошевцы         | Махошъ                  |                                                     |                                                     |
| Адыгейцы   | Натухайцы         | Натыхъуай, Натхъокъуадж | полностью выселены с Кавказа после Кавказской войны |                                                     |
| Адыгейцы   | Темиргоевцы       | Кӏэмгуй, Кӏэмыргуей     |                                                     |                                                     |
| Адыгейцы   | Хатукайцы         | Хьэтыкъуай              | полностью выселены с Кавказа после Кавказской войны |                                                     |
| Адыгейцы   | Хегайки           | ХэгъуакIэ               | после Кавказской войны не встречаются               |                                                     |
| Адыгейцы   | Хетуки            | Хытыку                  | после Кавказской войны не встречаются               |                                                     |
| Адыгейцы   | Чебсин            | Цӏопсынэ                | после Кавказской войны не встречаются               |                                                     |
| Шапсуги    | Шэпсыгъ           | Хакучи                  | Хьакӏуцу                                            |                                                     |
| Кабардинцы | Къэбэрдей         |                         |                                                     |                                                     |
| Черкесы    |                   | Бесленеевцы             | Беслъэней                                           |                                                     |
| Убыхи      | Уббых, Пэху       |                         |                                                     | полностью выселены с Кавказа после Кавказской войны |

## Численность

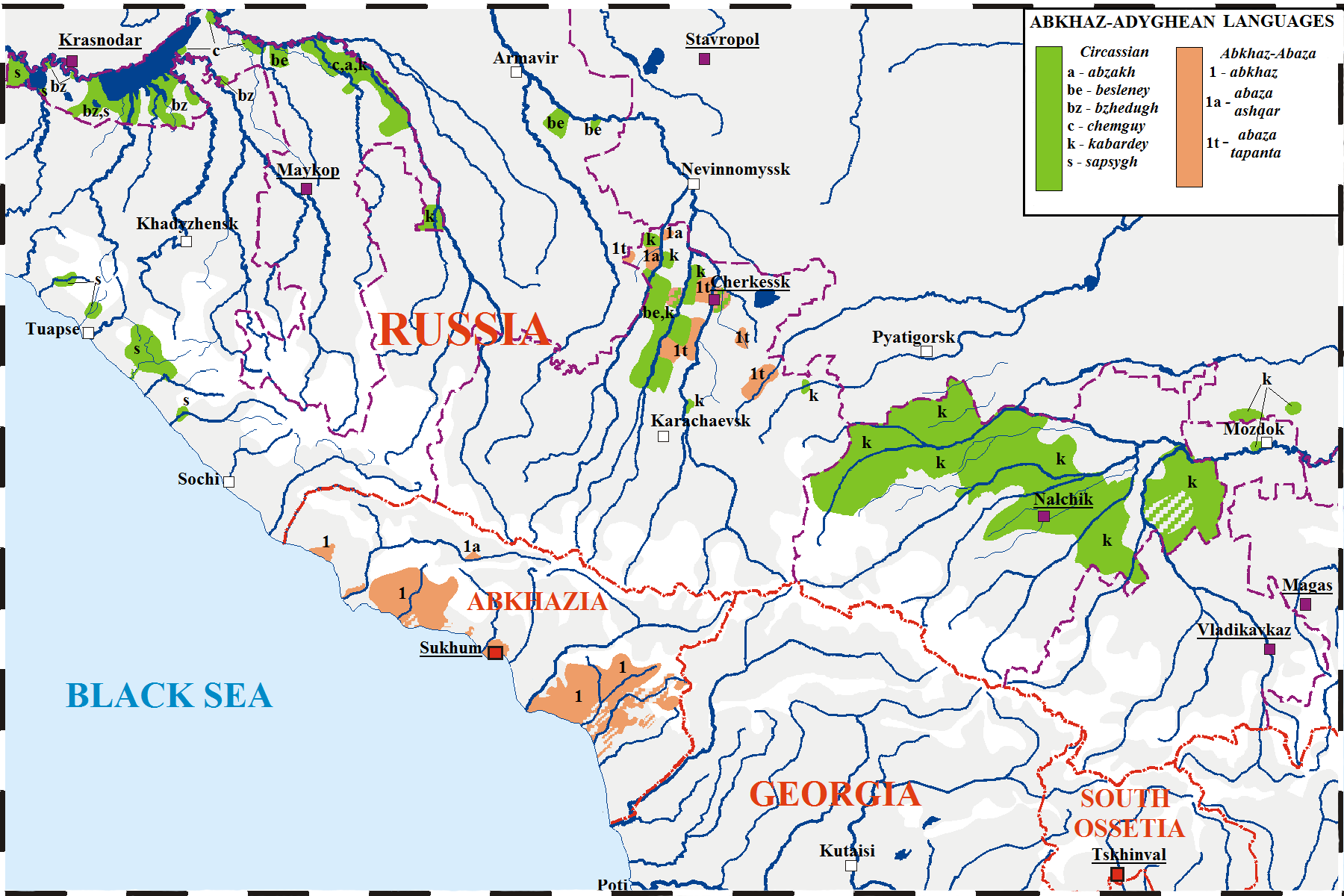
Демографическая карта Западного Кавказа, которая показывает расселение абхазо-адыгов

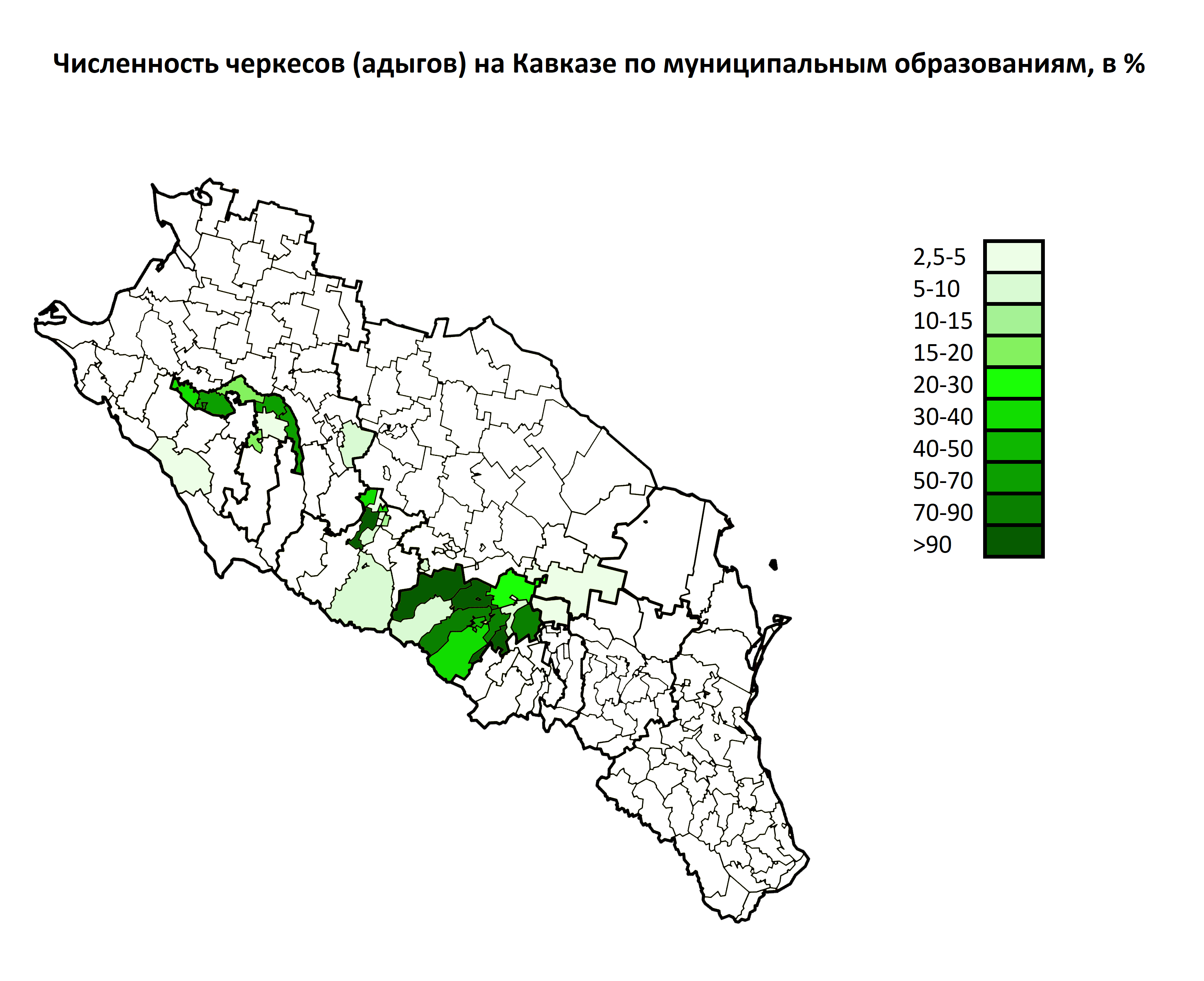
Численность черкесов (адыгов) на Северном Кавказе по муниципальным образованиям по данным переписи 2010 года

В настоящее время в России черкесы проживают на территории шести субъектов Российской Федерации: Республика Адыгея, Кабардино-Балкарская Республика, Карачаево-Черкесская Республика, Краснодарский край, Ставропольский край, Республика Северная Осетия-Алания (Моздокский район). В трёх из них, адыгские народы являются одной из титульных наций: черкесы в Карачаево-Черкесии, т. н. адыгейцы в Адыгее, т. н. кабардинцы в Кабардино-Балкарии.
| Регион              | Этническая группа | 1959    | 1959    | 1970    | 1970   | 1979    | 1979    | 1989 | 1989   | 2002    | 2002       | 2002                                | 2010    | 2010       | 2010                                |
| Регион              | Этническая группа | чел.    | %       | чел.    | %      | чел.    | %       | чел. | %      | чел.    | % от всего | % от указав- ших нацио- наль- ность | чел.    | % от всего | % от указав- ших нацио- наль- ность |
| ------------------- | ----------------- | ------- | ------- | ------- | ------ | ------- | ------- | ---- | ------ | ------- | ---------- | ----------------------------------- | ------- | ---------- | ----------------------------------- |
| Адыгея              | Адыгейцы          | 65 908  | 23,15 % |         |        | 86 388  | 21,36 % |      |        | 108 115 | 24,18 %    | 24,28 %                             | 107 048 | 24,33 %    | 25,16 %                             |
| Адыгея              | Черкесы           | 71      | 0,02 %  |         |        | 173     | 0,04 %  |      |        | 642     | 0,14 %     | 0,14 %                              | 2651    | 0,60 %     | 0,62 %                              |
| Адыгея              | Кабардинцы        |         | 0,00 %  |         |        | 126     | 0,03 %  |      |        | 309     | 0,07 %     | 0,07 %                              | 519     | 0,12 %     | 0,12 %                              |
| Адыгея              | Адыги (всего)     | 65 979  |         |         |        | 86 687  |         |      |        | 109 066 |            |                                     | 110 218 |            |                                     |
| Кабардино-Балкария  | Кабардинцы        | 190 284 | 45,29 % |         |        | 363 494 | 48,24 % |      |        | 498 702 | 55,32 %    | 55,32 %                             | 490 453 | 57,03 %    | 57,18 %                             |
| Кабардино-Балкария  | Черкесы           | 166     | 0,04 %  |         |        | 614     | 0,08 %  |      |        | 725     | 0,08 %     | 0,08 %                              | 2475    | 0,29 %     | 0,29 %                              |
| Кабардино-Балкария  | Адыгейцы          | 207     | 0,05 %  |         |        | 828     | 0,11 %  |      |        | 584     | 0,06 %     | 0,06 %                              | 524     | 0,06 %     | 0,06 %                              |
| Кабардино-Балкария  | Адыги (всего)     | 190 657 |         |         |        | 346 936 |         |      |        | 500 011 |            |                                     | 493 452 |            |                                     |
| Карачаево-Черкесия  | Черкесы           | 24 145  | 8,69 %  |         |        | 34 430  | 9,38 %  |      |        | 49 591  | 11,28 %    | 11,29 %                             | 56 466  | 11,82 %    | 11,90 %                             |
| Карачаево-Черкесия  | Кабардинцы        | 775     | 0,28 %  |         |        | 756     | 0,21 %  |      |        | 915     | 0,21 %     | 0,21 %                              | 771     | 0,16 %     | 0,16 %                              |
| Карачаево-Черкесия  | Адыги (всего)     | 24 920  |         |         |        | 35 186  |         |      |        | 50 506  |            |                                     | 57 327  |            |                                     |
| Краснодарский край  | Адыгейцы          | 10 384  | 0,30 %  |         |        | 16 584  | 0,38 %  |      |        | 15 821  | 0,31 %     | 0,31 %                              | 13 834  | 0,26 %     | 0,27 %                              |
| Краснодарский край  | Черкесы           | 2213    | 0,06 %  |         |        | 3849    | 0,09 %  |      |        | 4446    | 0,09 %     | 0,09 %                              | 5258    | 0,10 %     | 0,10 %                              |
| Краснодарский край  | Шапсуги           |         |         |         |        |         |         |      |        | 3213    | 0,06 %     | 0,06 %                              | 3839    | 0,07 %     | 0,07 %                              |
| Краснодарский край  | Кабардинцы        |         |         |         |        | 452     | 0,01 %  |      |        | 727     | 0,01 %     | 0,01 %                              | 1130    | 0,02 %     | 0,02 %                              |
| Краснодарский край  | Адыги (всего)     | 12 597  |         |         |        | 20 885  |         |      |        | 24 207  |            |                                     | 24 061  |            |                                     |
| Северная Осетия     | Кабардинцы        | 1956    | 0,43 %  | 2168    | 0,34 % | 2214    | 0,35 %  | 2770 | 0,44 % | 2902    | 0,41 %     | 0,41 %                              | 2802    | 0,39 %     | 0,40 %                              |
| Ставропольский край | Адыгейцы          |         |         |         |        |         |         |      |        |         |            |                                     | 255     |            |                                     |
| Ставропольский край | Кабардинцы        | 3249    | 0,20 %  |         |        | 4624    | 0,22 %  |      |        | 6619    | 0,24 %     | 0,24 %                              | 7993    | 0,29 %     | 0,29 %                              |
| Ставропольский край | Черкесы           |         |         |         |        |         |         |      |        |         |            |                                     | 2326    |            |                                     |
| Ставропольский край | Адыги (всего)     |         |         |         |        |         |         |      |        |         |            |                                     | 10 574  |            |                                     |
| Всего по стране     | Адыгейцы          | 79 631  |         | 99 855  |        |         |         |      |        | 128 528 |            |                                     | 124 835 |            | 0,09 %                              |
| Всего по стране     | Кабардинцы        | 203620  |         | 279 928 |        |         |         |      |        | 519 958 |            |                                     | 516 826 |            | 0,38 %                              |
| Всего по стране     | Черкесы           | 30453   |         | 39 785  |        |         |         |      |        | 60 517  |            |                                     | 73 184  |            | 0,05 %                              |
| Всего по стране     | Шапсуги           |         |         |         |        |         |         |      |        | 3231    |            |                                     | 3882    |            | 0,00 %                              |
| Всего по стране     | Адыги (всего)     | 313 704 |         | 419 568 |        |         |         |      |        | 712 234 |            | 0,05 %                              | 718 727 |            |                                     |

### Диаспора

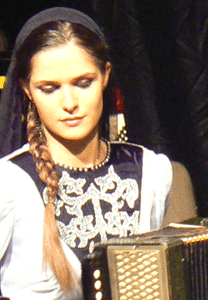
Черкешенка

За пределами России самая многочисленная диаспора адыгов представлена в Турции, где их численность составляет около 1,5 млн человек. Они также проживают во многих странах Ближнего Востока. В частности, наиболее крупные диаспоры существуют в Иордании, Сирии, и Ираке. В Израиле почти всё черкесское население страны проживают в селениях Кфар-Кама и Рихания.
В Северной Африке адыги проживают в Египте. В Ливии, Тунисе и Судане. Большинство тамошних черкесов являются потомками черкесских мамлюков, покинувших Кавказ ещё в эпоху позднего Средневековья и в настоящее время являются сильно арабизированными.
Диаспора также представлена в некоторых странах Европы (в основном в Германии, Франции и некоторых балканских странах), в Северной Америке и Австралии.

## История
Древнейшие памятники культуры, выявленные на территории исторической Черкесии, относятся к майкопской культуре, существовавшей в IV тыс. до н. э. Современные исследователи выявили, что адыго-абхазские народы являются потомками носителей этой культуры.
Распространение среди черкесов христианства относится ко времени византийского императора Юстиниана (527—565), который на их земле построил первый храм. Тогда же была основана и православная «Зихийская епархия», подчинявшаяся Константинопольскому Патриархату (существовала до конца XI века). Епископ черкасов-христиан участвовал в Ферраро-Флорентийском соборе.
По словам Ногмова, христианский период отличался культурным подъëмом черкесов, продолжавшимся вплоть до падения Византийской империи.

### Этногенез

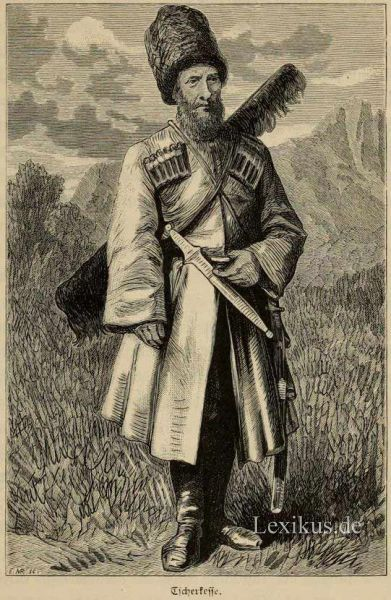
Изображение черкеса немецким путешественником

### XIV век
В XIV веке, в период военного соперничества в Золотой Орде между Тохтамышем и Тамерланом, черкесы выступили на стороне Тохтамыша. Однако, выбор оказался неудачным. Тамерлан разгромил Тохтамыша и отомстил черкесам. Как отмечал персидский историк Низам ад-Дин Шами, посланные Тамерланом войска опустошили и ограбили всю область от Азова до Эльбруса.

### Черкесские султаны Египта и Сирии
Бурджи́ты (араб. المماليك البرجية‎) — вторая мамлюкская династия султанов Египта, сменившая у власти Бахритов. Наименование произошло от башнеобразных казарм (бурдж) каирской цитадели. Основателем династии стал Баркук, бывший пастух из Черкесии, свергнувший последнего из Бахритов и утвердившийся на султанском престоле в 1382 году.
Правление Бурджитов закончилось в 1517 году после завоевания Египта османским султаном Селимом I.
- аз-Захир Сайф ад-Дин Баркук (1382—1389, 1390—1399)
- ан-Насир Насир ад-Дин Фарадж (1399—1405, 1405—1412)
- аль-Мансур Изз ад-Дин Абд аль-Азиз (1405)
- аль-Адиль аль-Мустаин, аббасидский халиф, провозглашённый султаном (1412)
- аль-Муайяд Сайф ад-Дин Шайх аль-Махмуди (1412—1421)
- аль-Музаффар Ахмад (1421)
- аз-Захир Сайф ад-Дин Татар (1421)
- ас-Салих Насир ад-Дин Мухаммад I (1421—1422)
- аль-Ашраф Сайф ад-Дин Барсбей  (1422—1438)
- аль-Азиз Джамал ад-Дин Юсуф (1438)
- аз-Захир Сайф ад-Дин Джакмак (1438—1453)
- аль-Мансур Фахр ад-Дин Усман (1453)
- аль-Ашраф Сайф ад-Дин Инал (1453—1461)
- аль-Муайяд Шихаб ад-Дин Ахмад (1461)
- аз-Захир Сайф ад-Дин Хушкадам (1461—1467)
- аз-Захир Сайф ад-Дин Бильбей (1467—1468)
- аз-Захир Тимур-буга (1468)
- аль-Ашраф Сейф ад-Дин Кайт-бей (1468—1496)
- ан-Насир Мухаммад II (1496—1498)
- аз-Захир Кансух I (1498—1500)
- аль-Ашраф Джанбалат (1500—1501)
- аль-Адиль Сайф ад-Дин Туман-бай I (1501)
- Кансух аль-Гаури (1501—1516)
- аль-Ашраф Туман-бай II (1516—1517)

### Борьба с Крымским ханством
Регулярные московско-адыгские связи начали устанавливаться ещё в период генуэзской торговли в Северном Причерноморье, которая происходила в городах Матреге (ныне Тамань), Копе (ныне Славянск-на-Кубани) и Каффе (современная Феодосия) и т. д., в которых значительную часть населения составляли адыги. В конце XV века по Донскому пути постоянно приходили караваны русских купцов в эти генуэзские города, где русские купцы совершали торговые сделки не только с генуэзцами, но с горцами Северного Кавказа, проживавшими здесь.
Московская экспансия в южном направлении не могла развиваться без поддержки этносов, считавших бассейн Чёрного и Азовского морей своей этносферой. Это были прежде всего казаки: донские и запорожские, религиозно-культурная традиция которых и православие, сближала их с русскими. Это сближение осуществлялось, когда это было выгодно казакам, тем более, что перспектива пограбить крымские и османские владения в качестве союзников Москвы отвечала их целям. На стороне русских могла выступить часть ногайцев, присягнувших Московскому государству. Но, конечно, прежде всего русские были заинтересованы в поддержке самого мощного и сильного западно-кавказского этноса, адыгов.
В период становления Московского княжества, Крымское ханство доставляло русским и адыгам одинаковые неприятности. Русско-адыгские связи не прерывались, более того, они приняли формы совместного боевого сотрудничества. Так, в 1552 году адыги вместе с русскими приняли участие во взятии Казани.
Поэтому прибытие в Москву в ноябре 1552 года первого посольства от некоторых адыгских племён было как нельзя более кстати для Ивана Грозного, планы которого шли в направлении продвижения русских по Волге к её устью, к Каспийскому морю. Союз с самым мощным этносом Северо-Западного Кавказа был нужен Москве в её борьбе с Крымским ханством.
Всего в 1550-е годы в Москве побывало три посольства с Северо-Западного Кавказа: в 1552, 1555 и 1557 годах. Они состояли из представителей западных адыгов (жанеевцев, бесленеевцев и др.), восточных адыгов (кабардинцев) и абазинцев, которые обращались к Ивану Грозному с просьбой о покровительстве. Оно им было нужно прежде всего для борьбы с Крымским ханством. Делегации встретили благосклонный приём и заручились покровительством русского царя. Отныне они могли рассчитывать на военную и дипломатическую помощь Москвы, а сами обязывались являться на службу московскому государю.
В 1556 году адыги и русские нанесли двойной удар по тюркской этносфере: адыги по Крыму, а русские по Астрахани. Заручившись поддержкой русского царя, адыги осуществили в 1556 году ряд смелых военных операций на Северо-Западном Кавказе, в результате которых были захвачены османско-крымские военные базы Темрюк и Тамань. Эта акция адыгов во многом способствовала захвату русскими Астрахани, которая не могла теперь рассчитывать на поддержку крымско-османских баз на Таманском полуострове. После взятия русскими Астрахани появилась реальная возможность совместных действий русских и адыгов: «В 1556 году начинаются походы московских армий на нижний Днепр и на нижний Дон, сменённых вскоре запорожцами и донскими казаками вместе с черкесами».
В 1561 году Иван Грозный женился на дочери известного кабардинского князя Темрюка Идарова. После крещения в Москве она стала царицей Марией.
Это был дипломатический ход, чтобы мирным путём воздействовать на ход событий на Кавказе. Прорусски настроенный Темрюк Идаров, сын которого уже служил Ивану Грозному, а дочь была за ним замужем, пытался объединить всех адыгов, но потерпел неудачу. Более того, он вынужден был призвать на помощь русские войска для борьбы с антимосковски настроенными вождями. Дважды, в 1562—1563 и 1565—1566 годах, русские силы отправлялись в Кабарду.
В 1569 году Мария Темрюковна (в возрасте 24 лет) умерла, в Александровой слободе после возвращения из длительного путешествия в Вологду (царь говорил, что её отравили).
В конце концов, сам крымский хан Девлет-Гирей в 1570 году напал на Темрюк. В сражении на левом притоке Кубани — Ахуже, Темрюк был смертельно ранен, а два его сына попали в плен.
В 1570-е годы, несмотря на неудачную для них астраханскую экспедицию, Крымское ханство и Оманская империя сумели восстановить своё влияние в регионе. Русские были вытеснены из него более чем на 100 лет. Правда, они продолжали считать западно-кавказских горцев — адыгов и абазин, своими подданными. Но это сути дела не меняло, так как горцы понятия об этом не имели.

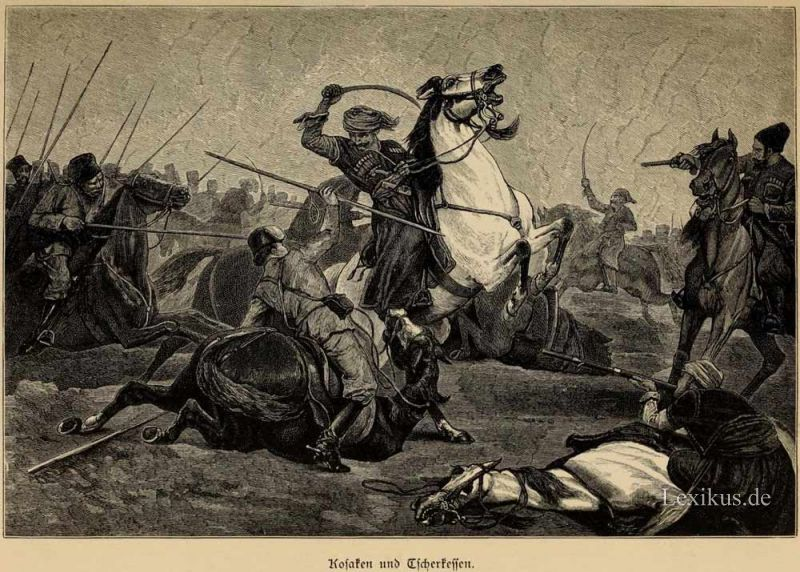
Битва черкесов с казаками. Автор Бернард Август фон Лангкавель

Русские ушли с большей части территорий Северного Кавказа, но остались на Тереке (гребенские казаки) и закрепились в Среднем и Нижнем Поволжье.

#### Канжальская битва
Победа в Канжальской битве в 1708 году защитила черкесов от непомерных грабительских аппетитов крымского хана, но не смогла освободить Кабарду от статуса данника.

#### Черкесская революция
В 1770 году свободные земледельцы абадзехи подняли восстание против аристократического класса. Захваченные в плен князья были убиты. Те, кому удалось спастись, нашли убежище в других черкесских племенах. Все привилегии, которыми обладали князья, принадлежавшие к аристократическому классу, были отменены свободными землевладельцами. В то время как многие современные французские дворяне нашли убежище в России во время аналогичной революции во Франции, некоторые черкесские дворяне пошли тем же путём и нашли убежище в России.
14 июля 1791 года натухайские простолюдины мирным путем отобрали власть у аристократов, провозгласив республику. Аналогичная попытка среди шапсугов привела к гражданской войне, которую община выиграла в 1803 году. Известный черкесский писатель и историк Амджад Хаймуха говорит, что с 1770 по 1790 год среди абадзеков шла классовая война, которая привела к истреблению князей и изгнанию большей части знати. Три западно-центральных «демократических» племени, натухаевцы, шапсуги и абадзехи, которые составляли большинство черкесов, управляли своими делами через собрания, обладавшие лишь неформальными полномочиями. Сефербий
Занеко, три наиба Шамиля и британские авантюристы — все они пытались организовать черкесов, но с ограниченным успехом.

### Кавказская война
По заключении Адрианопольского мира в 1829 году, когда все османские владения на Кавказе перешли к Российской империи, адыги (с территорией которых Россия граничила по реке Кубани), как бывшие до того в зависимости от Османской империи, должны были перейти в российское подданство. Отказ от подчинения вызвал долголетнюю войну адыгов с Россией. В 1848 году Шамиль направил на Северо-Западный Кавказ к адыгским племенам, чтобы возглавить их борьбу против экспансии России, своего наиба Мухаммад-Амина.
В свою очередь, Крымская война 1853—1856 годов стала продолжением длительного соперничества крупнейших европейских держав за земли Османской империи. 4 августа 1854 года во время Крымской войны Османская империя взяла свой первый кредит. Война стала причиной массовой эмиграции крымских татар из России — эмигрировало около 200 000 человек. К концу Кавказской войны 90 % черкесов покинули Кавказ и обосновались в Османской империи. Согласно данным офицера генштаба Г. В. Новицкого (на 1830 г.) и Дж.  Лонгворта (на 1837 г.), население Западной Черкесии составляло около 1 миллиона человек. Уже в 1865 г., согласно докладу подполковника генерального штаба Дукмасова от 25 марта 1865 г., в Кубанской области было зафиксировано 51 тыс. черкесов, вместе с абазинами и ногайцами.
Война закончилась в 1864 году эмиграцией большинства адыгов в Турцию и принудительным выселением оставшихся с гор на равнины.

#### Вопрос о геноциде черкесов

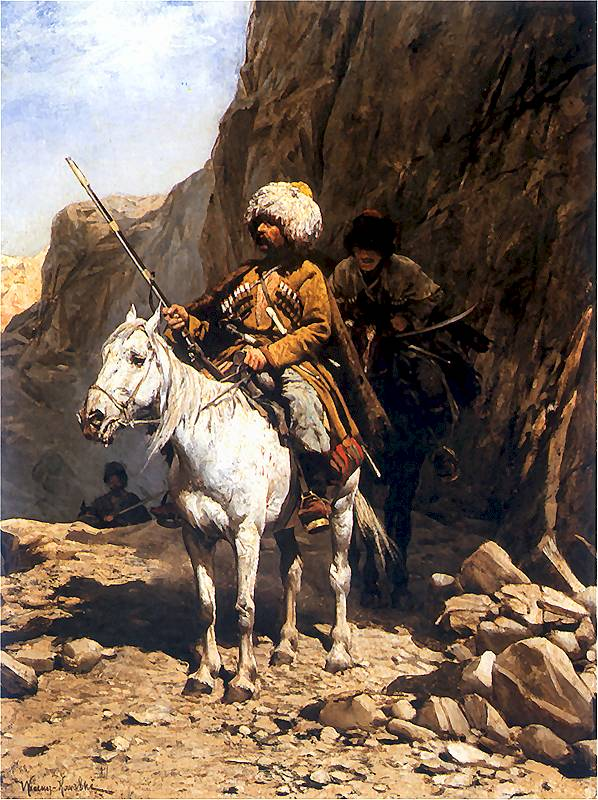
Альфред Веруш-Ковальский Черкесские разведчики (1885)

После завершения Кавказской войны, генерал-майор российской армии и военный историк Ростислав Андреевич Фадеев (1824—1883), в своём труде «Кавказская война» писал:

Долгое время кавказское начальство ограничивалось при покорении горских племен отобранием от них аманатов и назначением к ним русского пристава. Постоянно оказывалось, что покорность в таком виде была лишь маской, более вредною для нас, чем открытая вражда. Горские общества присягали на подданство, чтоб отклонить от себя неравную борьбу, когда перевес с нашей стороны становился очевидным. Затем они назывались мирными; старшины их получали жалованье и подарки; но молодежь их постоянно наезжала на разбой в наши пределы вместе с явными врагами и ходила помогать против нас непокорным. После всякого дела, в мирных аулах, невесть откуда появлялись раненые. (...)
Покорные во время затишья, когда восстание могло быть немедленно подавлено, они становились чрезвычайно опасными в трудные для нас минуты, именно в то время, когда спокойствие их было всего нужнее, чтобы свободно располагать войсками. Между тем всякое восстание, в каких бы ничтожных размерах оно ни началось, всегда было одинаково опасно, как пожар на пороховом заводе, нельзя было определить заранее пределов, на которых оно остановится или, вернее, пределы эти зависели только от степени нашей энергии; иначе каждая искра кончалась бы всеобщим пожаром. (...)
Боевая, испытанная, на все готовая 280-тысячная армия, с которою можно было разгромить весь материк от Египта до Японии, была на весах европейской политики обращена в нуль враждебною независимостью и двуличною покорностью кавказских населений.
Очевидно, надобно было завоевать горы раз навсегда, каких жертв подобное завоевание ни стоило бы и нам, и туземному населению. Покорность горцев, оставляемых с оружием в руках посреди скал и лесов, нисколько не обеспечивала будущего, без самых крутых мер, требующих постоянного присутствия военной силы; иначе первая внешняя война могла поднять их и восстановить прежнее положение, которое стало бы тем опаснее, чем было бы неожиданнее. В кавказских горах почти нет общества, которое по нескольку раз не бывало бы мирным и не стоптало бы столько же раз своей клятвы. Чтобы достигнуть прочного результата, надобно было положить коренную разницу между замирением и покорением горцев; надобно было завоевать не только население, но землю, служившую ему крепостью. (...)
Между восточным и западным Кавказом существовала та коренная разница, что черкесы, по своему приморскому положению, никаким образом не могли быть прочно закреплены за Россией, оставаясь в своей родной стране. Надобно было вести кровавую, продолжительную, чрезвычайно дорого стоившую войну для того только, чтобы подчинить закубанцев русскому управлению на время мира, в полной уверенности, что первый выстрел в Чёрном море опять поднимет их против нас и обратит в ничто все прежние усилия. Перевоспитать народ есть дело вековое, а в покорении Кавказа главным элементом было именно время, данное нам, может быть, в обрез, может быть, в последний раз, для исполнения одной из жизненных задач русской истории. Было бы чересчур легкомысленно надеяться переделать в данный срок чувства почти полумиллионного варварского народа, искони независимого, искони враждебного, вооруженного, защищаемого неприступною местностью, предоставленного постоянному влиянию всей суммы враждебных России интересов. (...)
В случае же войны Кубанская область стала бы открытыми воротами для вторжения неприятеля в сердце Кавказа. При первом слухе о войне пришлось бы ставить кавказскую армию на ту же ногу, как в 1855 году, и видеть её столь же парализованною и бессильною, как тогда.(...)
Нам нужно было обратить восточный берег Чёрного моря в русскую землю и для того очистить от горцев все прибрежье. Для исполнения такого плана надо было сломить и сдвинуть с места другие массы закубанского населения, заграждавшие доступ к береговым горцам. Конечно, война, веденная с такою целью, могла вызвать отчаянное сопротивление и потому требовала с нашей стороны удвоенной энергии, — надобно было истребить значительную часть закубанского населения, чтобы заставить другую часть безусловно сложить оружие, — но зато победа кончала все разом.(...)

7 февраля 1992 года Верховный совет Кабардино-Балкарской ССР принял постановление «Об осуждении геноцида адыгов (черкесов) в годы русско-кавказской войны», которое объявляло гибель адыгов в 1760—1864 годов геноцидом и провозглашало 21 мая «Днём памяти адыгов (черкесов) — жертв Русско-Кавказской войны».
В октябре 2006 года 20 адыгских общественных организаций из разных стран обратились в Европарламент с просьбой о признании геноцида адыгского народа в годы и после русско-кавказской войны XVIII—XIX столетий. В обращении к Европарламенту было сказано, что «Россия ставила целью не только захват территории, но и полное уничтожение либо выселение коренного народа со своих исторических земель. Иначе нельзя объяснить причины нечеловеческой жестокости, проявленной российскими войсками на Северо-Западном Кавказе».
Спустя месяц общественные объединения Адыгеи, Карачаево-Черкесии и Кабардино-Балкарии обратились к президенту России Владимиру Путину с просьбой признать геноцид черкесов, а в 2010 году с такой же просьбой черкесские делегаты обратились к Грузии. 20 мая 2011 года парламент Грузии принял резолюцию о признании геноцида черкесов Российской империей во время Кавказской войны, а также его признала Верховная рада Украины.

### Конец XIX века — начало XX века
Официальная регистрация большей части современных адыгских аулов датируется 2-й половиной XIX века, то есть после окончания Кавказской войны. Для контроля территорий российские власти переселили адыгов в равнинные земли Прикубанья.
После Февральской революции 1917 года в августе 1917 года адыгская интеллигенция Кубанской области организовала съезд горцев в ауле Хакуринохабль, на котором обсуждались вопросы «о текущем моменте, судебной реформе, местном самоуправлении, духовном управлении, отношение горцев Кубанской области к абхазскому народу, турецко-подданных горцах Кубанской области, горцах — переселенцах в Турцию, народном образовании и аграрный вопрос». Большинством голосов было решено поддержать Кубанское краевое правительство, что по сути означало заключение союза горцев и казаков Кубани, названного «Юго-Восточный союз казачьих войск, горцев Кавказа и вольных народов степей».

### Советский период
27 июля 1922 года была образована Черкесская (Адыгейская) автономная область, органы власти которой размещались в Краснодаре. Краснодар при этом не входил в состав автономной области.
С 24 августа 1922 по 13 августа 1928 года — Адыгейская (Черкесская) автономная область, затем Адыгейская автономная область.
Со 2 августа 1924 года по 28 декабря 1934 года — в составе Северо-Кавказского края, затем до 13 сентября 1937 года — Азово-Черноморского края, затем в составе Краснодарского края.
10 апреля 1936 года центр автономной области был перенесён в Майкоп, который также был включен в состав Адыгейской АО.
3 июля 1991 года Верховный совет РСФСР принял Закон РСФСР «О преобразовании Адыгейской автономной области в Советскую Социалистическую Республику Адыгея в составе РСФСР». Тем не менее, согласно ст. 104 Конституции РСФСР вопросы административно-территориального устройства Российской Федерации находились в исключительном ведении Съезда народных депутатов РСФСР.

### Постсоветский период
В 1998 году около Майкопа в ауле Мафэхабль были поселены 175 человек адыгов-репатриантов из Косова.

## История создания черкесских республик в составе РФ

### Адыгея
Территория современной Адыгеи была населена издревле. В Майкопском районе расположена Абадзехская палеолитическая стоянка, имеются памятники археологии эпохи неолита, энеолита (культура накольчатой жемчужной керамики). Большую известность получила Майкопская археологическая культура ранней бронзы. Позже появились катакомбная культура, северокавказская культура. В горных районах известны мегалитические памятники — дольмены, гробницы дольменной культуры средней бронзы. Известность получили уникальные находки скифо-меотского периода, сделаны при раскопках курганов близ аула Уляп Красногвардейского района.
В результате последствии Кавказской войны 1763—1864 годов, большинство адыгов стали мухаджирами, переселившись в пределы Османской империи. Оставшиеся были поселены на равнинных землях на левом берегу Кубани.
После революции, 27 июля 1922 года была образована Черкесская (Адыгейская) автономная область, с центром в Краснодаре.
С 24 августа 1922 по 13 августа 1928 года существовала Адыгейская (Черкесская) автономная область, затем Адыгейская автономная область.
Со 2 августа 1924 года по 28 декабря 1934 года в составе Северо-Кавказского края, затем до 13 сентября 1937 года — Азово-Черноморского края, затем в составе Краснодарского края.
10 апреля 1936 года центр перенесён в г. Майкоп, который также был включён в состав Адыгейской АО.
21 февраля 1941 года присоединён Кужорский сельский совет Тульского (ныне Майкопского) района из состава Краснодарского края.
28 апреля 1962 года присоединён Тульский (ныне Майкопский) район из состава Краснодарского края.
5 октября 1990 года провозглашена Адыгейская АССР.
3 июля 1991 года Президент РФ подписал указ о преобразовании Адыгейской АССР в ССР Адыгея.
с 24 марта 1992 года — Республика Адыгея.
В декабре 1991 — январе 1992 года состоялись выборы депутатов в Верховный совет Республики Адыгеи. Был сформирован первый в истории Адыгеи парламент. В 1993 году он преобразован в Законодательное Собрание (Хасэ), а в 1995 году — в Государственный совет — Хасэ.
В январе 1992 года был избран первый президент республики Аслан Джаримов. В марте 1992 года — первый председатель Верховного совета Республики Адыгеи Адам Тлеуж. С 2002 по 2007 год Адыгею возглавлял Хазрет Совмен, с 2007 года — Аслан Тхакушинов.
Конституция Республики Адыгея была утверждена Законодательным Собранием (Хасэ) 10 марта 1995 года.

### Кабардино-Балкария
В 1922 году была образована Кабардино-Балкарская автономная область, в 1936 году преобразованная в АССР.
В годы Великой Отечественной войны в Кабардино-Балкарии была сформирована 115-я Кабардино-Балкарская кавалерийская дивизия под командованием А. Ф. Скорохода, геройски сражавшаяся в Битве за Кавказ и Сталинградской битве. В 1942 году большая часть республики вместе с Нальчиком была оккупирована. В январе 1943 года Кабардино-Балкария полностью освобождена. В 1944 году в связи с выселением балкарцев была переименована в Кабардинскую АССР, с 1957 года снова Кабардино-Балкарская АССР. С 1992 года — Кабардино-Балкарская Республика.
В 2008 году Банком России была выпущена памятная монета, посвящённая Кабардино-Балкарской Республике.

### Карачаево-Черкесия
В 1921 году на Северном Кавказе образована Горская Автономная Советская Социалистическая Республика в составе РСФСР. В январе 1922 образована Карачаево-Черкесская автономная область в составе РСФСР. В неё вошли часть земель кабардинцев и земли бесленеевцев в верховьях Кубани. Населявшие эту республику адыги (самоназвание) сохранили иноземное название «черкесы».
26 апреля 1926 года Карачаево-Черкесская АО поделена на Карачаевскую АО и Черкесский национальный округ (с 1928 г. — автономная область).
С 1957 года вновь Карачаево-Черкесская АО в составе Ставропольского края. С 1992 — Карачаево-Черкесская Республика.

## Социальная структура
Адыгские племена принято подразделять на «аристократические» и «демократические». В XVIII веке, в части адыгских племён произошли своеобразные «революции», направленные против знати, в результате которых они превратились из «аристократических» в «демократические». При этом многие из князей и знати были убиты, а из оставшихся в живых позволено было жить на старом месте только тем, которые поклялись отказаться от владельческих прав. Общины демократических «племён» стали образовывать союзы, которые объединились в обширную конфедерацию, включившую в свой состав абадзехов, натухайцев и шапсугов.
В «аристократических» племенах имелись князья (пши) и первостепенные уорки, или уздени (тлекотлеши и деженуго). К ним примыкали остальные уздени, которые находились на службе у князей и первостепенных уорков. Они являлись княжескими дружинниками, часть из которых вела собственное хозяйство, а другие были на содержании у князей. Князья и первостепенные уорки считались «владельцами аулов».
Большую часть адыгов составляли рядовые свободные общинники — тфокотли (фокотлы, тлухотлы). Они считались свободными людьми, но при этом в «аристократических» племенах выполняли определённые повинности в пользу князей и первостепенных уорков.
Ниже их в социальной иерархии были лагунапыты или пшитли и оги, находившиеся в зависимости от своих хозяев. Лагунапыты в большинстве случаев сами вели хозяйство, но на земле, которая была предоставлена им хозяевами. Хозяева обеспечивали лагунапытов рабочим скотом и орудиями труда. За это лагунапыты отдавали хозяевам часть урожая и работали на их полях. Жили они в одном дворе с хозяевами, хоть и в своих домах. Но были и те, которые работали исключительно в хозяйстве владельца. Оги же всегда сами вели хозяйство и жили особыми дворами за пределами усадьбы хозяина. К огам были близки азаты — вольноотпущенники.
Также имелись рабы — унауты, которые жили в усадьбе хозяина и выполняли все домашние и полевые работы. При этом не только тфокотли, но даже оги и лагунапыты могли иметь своих рабов.
Унауты могли быть переведены в лагунапыты. Лагунапытами также становились пленные и обнищавшие тфокотли.

## Культура

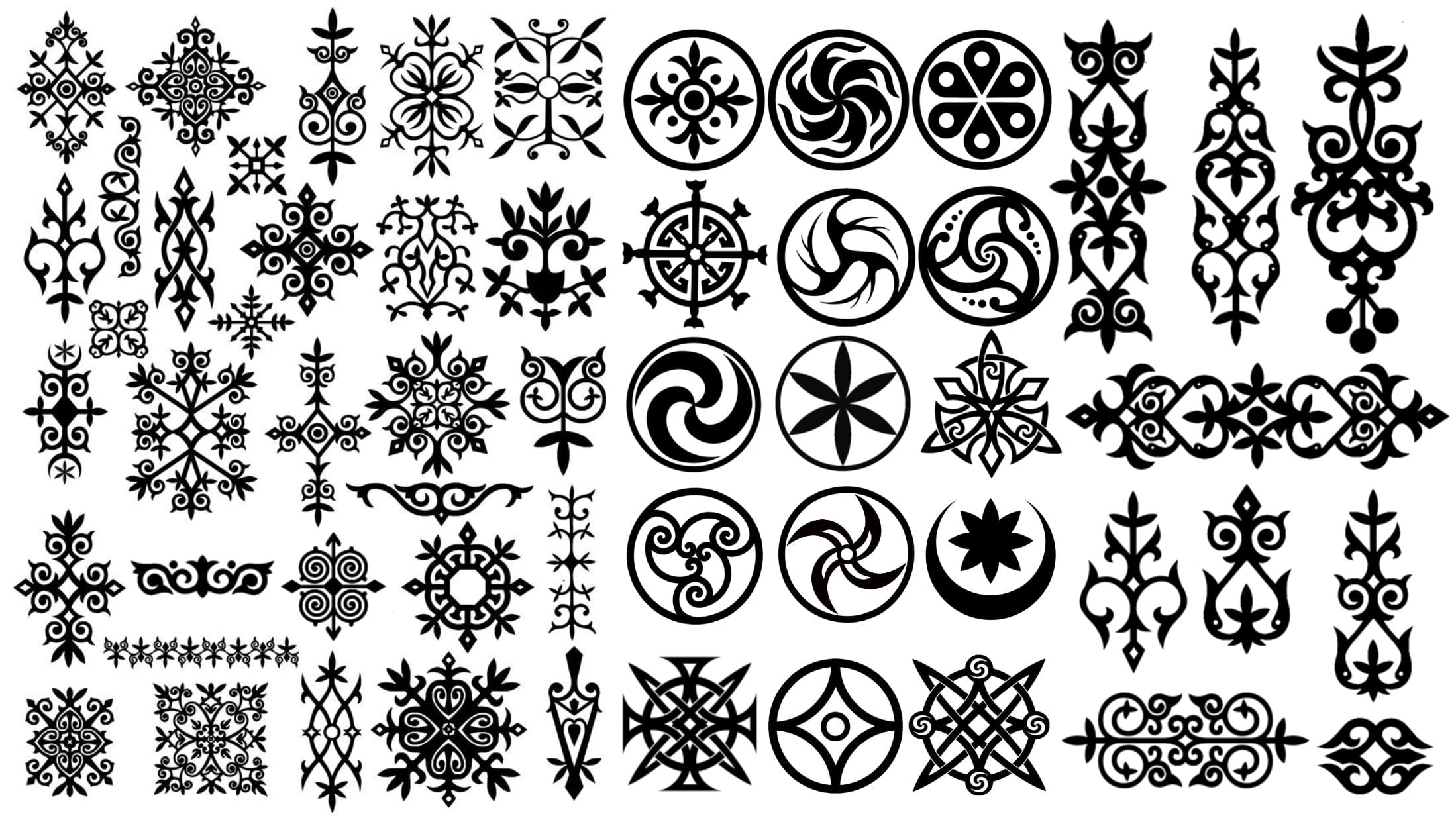
черкесские орнаменты

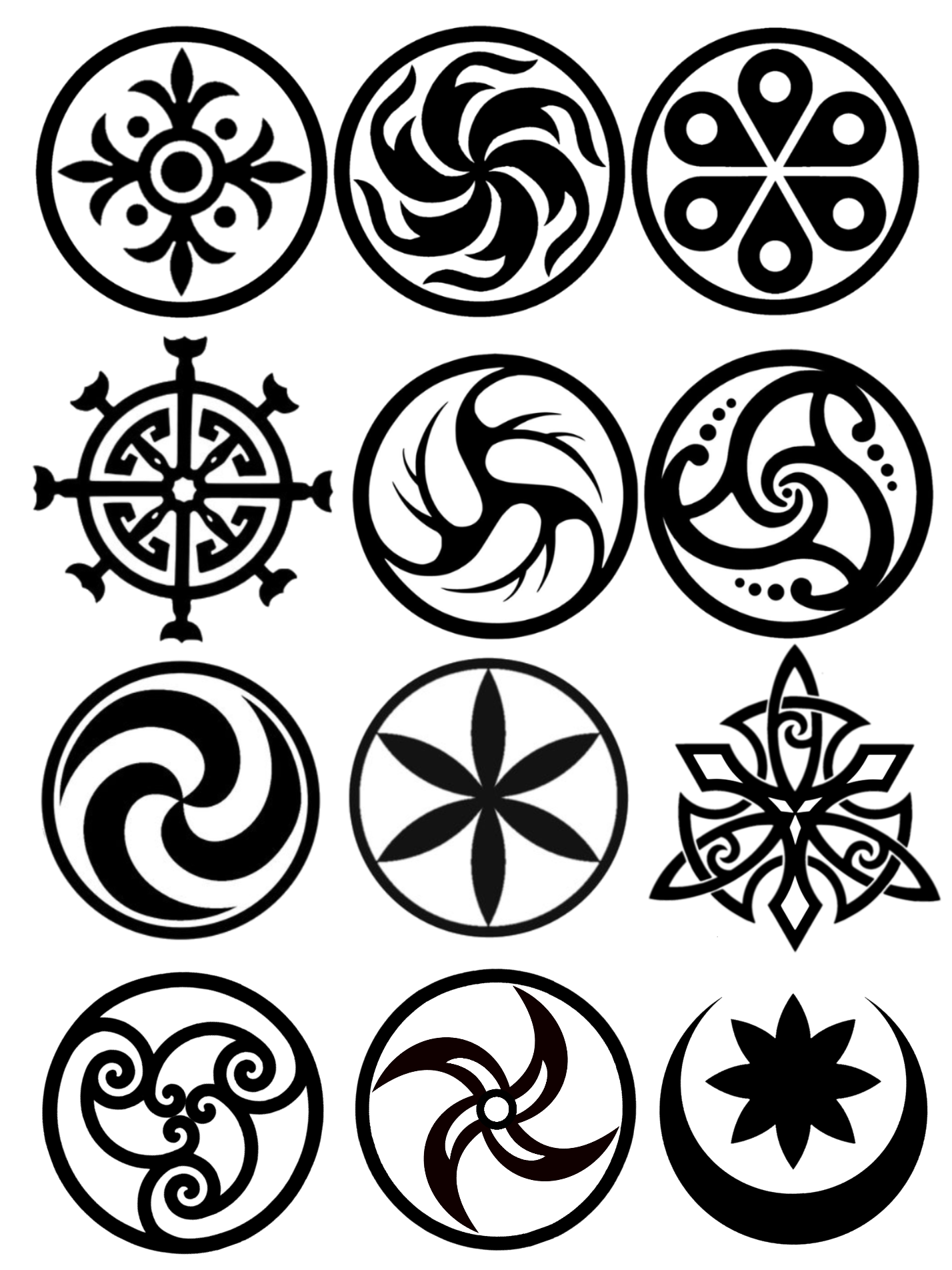
Черкесские орнаментальные символы

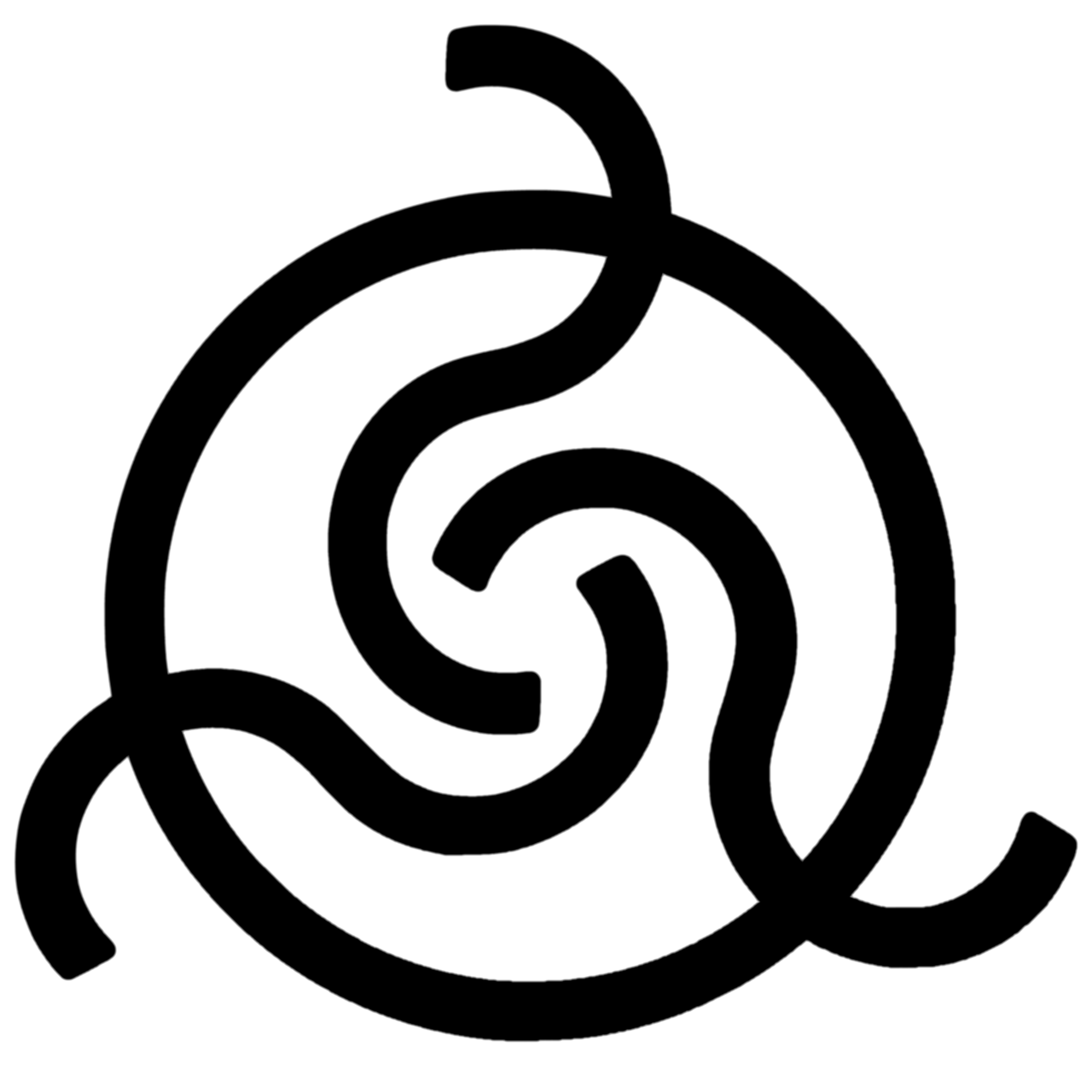
Дамыгъэ — черкесский (адыгский) фамильный символ

Адыгская культура малоизучена. Это итог длительного отрезка времени жизни народа, в течение которого культура испытала на себе различные внутренние и внешние воздействия, среди них — длительные контакты с греками, генуэзцами, турками, русскими и другими народами, длительные феодальные междоусобицы, войны, мухаджирство, социальные, политические и культурные потрясения. Культура, изменяясь, в основе своей всё же сохранилась и до сих пор демонстрирует свою открытость к обновлению и развитию. Доктор философских наук С. А. Раздольский определяет её как «тысячелетний мировоззренческий общественно значимый опыт адыгского этноса», обладающий собственными эмпирическими знаниями об окружающем мире и передающего эти знания на уровне межличностного общения в форме наиболее значимых ценностей.
Морально-нравственный кодекс, именуемый «Адыгагъэ», выступает культурным ядром, или главной ценностью адыгской культуры; он включает в себя человечность, почтительность, разум, мужество и честь.
Адыгский этикет (Адыгэ Хабзэ) занимает особое место в культуре как система связей, воплощённая в символическую форму, посредством которой адыги вступают в отношения друг с другом, хранят и передают опыт своей культуры. Причём адыгами были выработаны этикетные формы поведения, которые помогали существовать в горном и предгорном ландшафте.
Почтительность имеет статус отдельной ценности, это пограничная ценность нравственного самосознания, проявляет себя как суть подлинной самоценности.

## Быт и культура

### Формы хозяйства

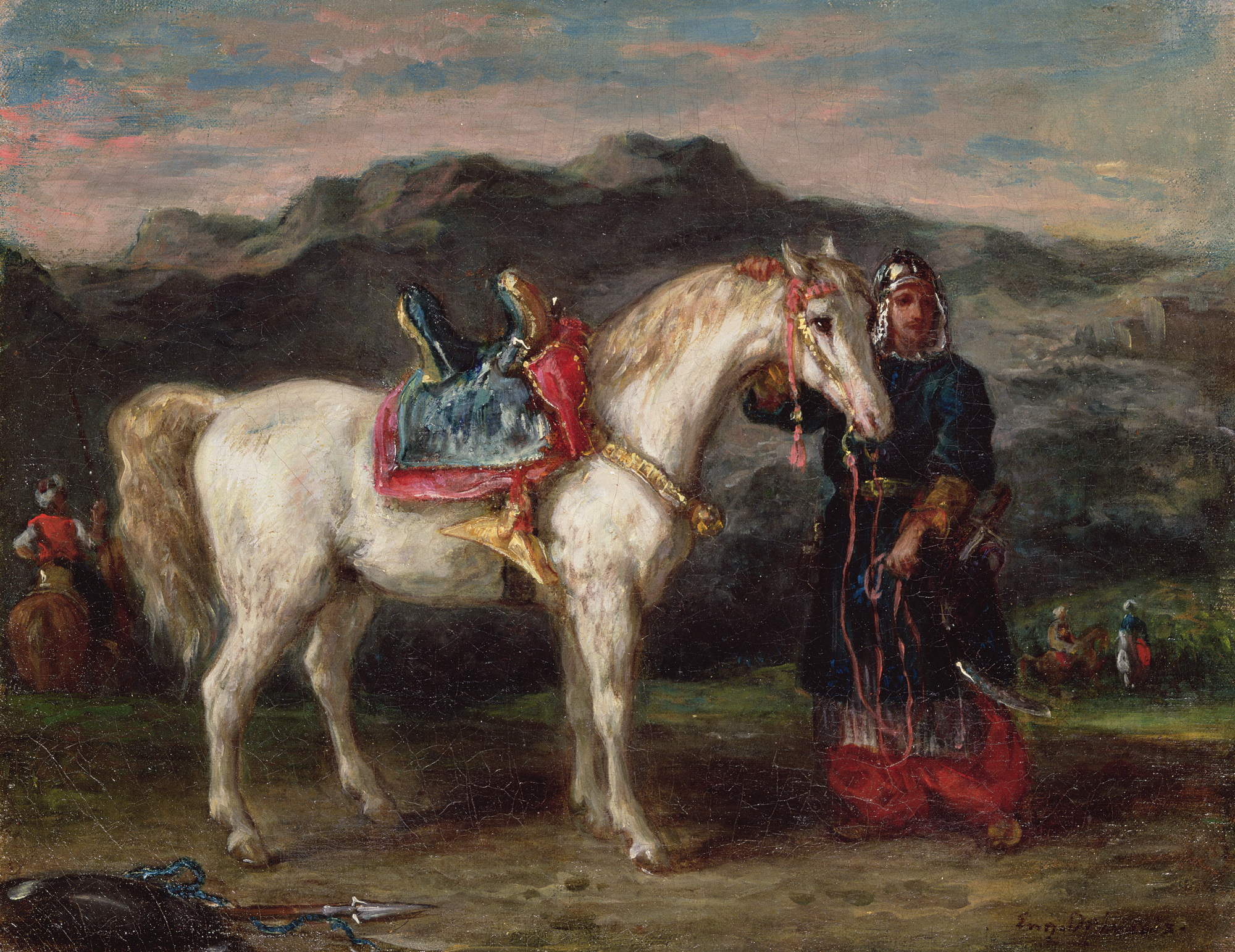
Эжен Делакруа «Черкес держит лошадь под уздцы» (ок. 1858)

Основное занятие — отгонное скотоводство (овцы, козы, лошади, крупный рогатый скот), садоводство, виноградарство. Особое место занимало разведение лошадей.
Традиционное ремесло было в основном связано с обработкой скотоводческих продуктов: выделка сукна, изготовление одежды, бурок и т. п. Черкесское сукно особенно высоко ценилось у соседних народов. На юге Черкесии была развита обработка дерева. Широко распространено было кузнечное ремесло, оружейное дело.
Черкесы были объединены в независимые сельские общины лъэпкъ, имевшие органы самоуправления из выходцев из родовых групп (в основном из зажиточных общинников). Их члены были связаны круговой порукой, пользовались общими земельными и пастбищными угодьями, правом голоса на народных собраниях. Сохранялись патрилинейные родственные группы (члены которых, иногда образовывали особые кварталы в селениях), обычаи кровной мести, гостеприимство, куначество. Большая патриархальная семья, включавшая несколько поколений и насчитывавшая до 100 человек, преобладала до XVIII века. Семейные общины частично начали возрождаться в конце XIX века. Брак был строго экзогамным. Брачные запреты распространялись на всех родственников по обеим линиям, на потомков людей, находившихся в молочном родстве. Бытовали левират и сорорат, аталычество. Браки заключались через уплату калыма.
Возникновение большей части современных аулов Черкесии датируется 2-й половиной XIX века. В XIX — начале XX веков было основано 12 аулов, в 1920-х годах — 5. Усадьба обносилась оградой. Жилые помещения строились обычно фасадом на юг. Жилище имело плетёные стены на столбовом каркасе, обмазанные глиной, двух- или четырёхскатную крышу из плетня, покрытую соломой, глинобитный пол. Состояло из одной или нескольких комнат (по числу в семье супружеских пар), примыкающих в ряд друг к другу, двери каждой комнаты выходили во двор. Кунацкой служила одна из комнат или отдельная постройка. У стены между дверью и окном устраивали открытый очаг с плетёным дымарём, внутри которого устанавливали перекладину для подвешивания котла. Хозяйственные постройки также делались из плетня, часто имели круглую или овальную форму. Современные черкесы возводят квадратные многокомнатные дома.

### Религия
Предки современных адыгов (зихи, меоты, керкеты и т. д.) последовательно прошли через исповедование различных религий: язычество, его синкретизм с христианством, а затем ислам.
Ислам среди адыгов начал распространяться с XIII века, с нашествия монголо-татаров на Северный Кавказ. С падением Византийской империи и усилением Османской империи и Крымского ханства ислам в адыгской среде получил большее распространение, и к концу XVII века укоренился как национальное вероисповедание. Во время Кавказской войны ислам был ядром консолидации адыгов, в их борьбе против царских войск.
В советский период, как и у всех народов Советского Союза, адыгам насаждался атеизм. В настоящее время возрождается ислам.
Как в России, так и за рубежом адыги являются мусульманами-суннитами и придерживаются ханафитской правовой школы ислама.
Часть моздокских кабардинцев (кабардинцы, проживающие в районе Моздока) считаются православными христианами.
В настоящее время основной религией черкесов является ислам суннитского толка, ханафитского мазхаба. Распространение ислама в Черкесии началось с XIV—XV вв. под влиянием Золотой Орды, а позже Османской империи, однако окончательно мусульманство на Северо-Западном Кавказе утвердилось в XVIII—XIX веках.

В XVI веке, британский путешественник Эдмунд Спенсер, совершавший путешествие к берегам Кавказа, цитирует высказывание черкесов об османском султане:
«Черкесская кровь течёт в венах султана. Его мать, его гарем — черкесские; его рабы — черкесы, его министры и генералы — черкесы. Он глава нашей веры, а также нашей расы».
Процесс принятия ислама адыгами был поэтапным. Черкесы времён Спенсера признавали религиозный и политический авторитет османского султана, тогда как черкесы XV века никого не ставили выше себя и своих амбиций. Эти же взгляды отражены в сочинении аз-Захири об устройстве государства черкесских мамлюков, где постулируется тезис о приоритете черкесов в исламском мире:
«Суть дела в том, что по истине на титул султана имеет право только владетель Египта, да поможет ему Бог; он теперь стоит выше всех царей и самый благородный из них,…»
Первыми ислам из всех черкесских этнографических групп приняли те, которые проживали на Черноморском и Азовском побережьях. Это хегаки (шегаки), жанеевцы, натухайцы и бжедуги. Вторым эшелоном ислам приняли черкесские субэтносы в степях и предгорьях Северного Кавказа: хатукайцы, собаи, махошевцы, темиргоевцы, бесленеевцы и кабардинцы. Наконец, последним эшелоном стали убыхи, шапсуги и абадзехи, которые занимали среднюю часть страны. Первыми приверженцами новой конфессии стала адыгская аристократия.
Внешняя информация о приоритете мусульманской религии в Черкесии впервые появляется в первой половине XVII века. «Одни из них магометане, — сообщает Джиованни Лукка, — другие следуют греческому обряду, но первых больше».
Если в XVI веке лишь отдельные группы черкесов исповедовали ислам, то к XIX веку все черкесы смотрели на османского султана, как на своего духовного главу и некий высший авторитет.

в 1830 году, Султан Хан-Гирей, констатировал:
«Единственное вероисповедание черкесских племён — есть магометанское, суннитской секты. Беспокойный образ жизни черкесов причина тому, что они слабо исполняют обряды, сею религией предписываемые, хотя и многие из них готовы отдать жизнь за малейшее оскорбление своего исповедания. Случалось мне видеть между ними людей, превосходящих и самих турок религиозным фанатизмом и прилежанием к исполнению правил вероисповедания, которым духовенство учит их».
Шора Ногма писал:
«Адиль-Гирей Атажукин с эфендием Исхаком Абуковым, бывший сам в молодые годы муллой, ввел между кабардинским народом шариат, по которому преступники все без изъятия (то есть без различия сословной принадлежности), по степени важности преступления, подвергались смертной казни и телесному наказанию. Установление этого положения принесло большую пользу народу; каждый боялся совершить что-либо противозаконное».
Ислам в Кабарде стал идеологическим оружием антиколониальной войны. Целью шариатского движения являлось единение всех социальных слоев. Во главе этого движения стояли сами князья. Ради объединения всех сил для борьбы с Россией, князья Кабарды пошли на самые радикальные меры, отказавшись от своих обычных привилегий, а также обещали крестьянам землю и свободу. Предвестником сторонников Шариата можно считать Дола, князя из Малой Кабарды, который командовал вооружёнными силами Шейха Мансура.
Важную роль в шариатской реформе в Черкесии, сыграли 1840-х годах. три наиба Шамиля: Хаджи-Мухаммед, Сулейман-Эфенди и Мухаммед-Амин.
В 1841 году на реке Пшехе состоялось крупное собрание черкесов, в котором участвовали абадзехи, убыхи и шапсуги. На этом собрании был принят договор, получивший название «Дефтер» (с турецкого «лист»). Главное кредо данного мероприятия нашло своё отражение в преамбуле договора: «Мы хотим помочь всем неустройствам нашего края и не делать зла друг другу». Дефтер состоял из шести статей, посвящённых правовым вопросам внутри черкесского общества, отношениям с дружественными народами, проблемам обороны страны и защиты собственности горцев. Первый пункт Дефтера гласил:
«Наша первая обязанность есть строгое выполнение шариата. Всякое другое учение должно быть оставлено и отвергнуто, все преступления должны быть судимы не иначе, как по Корану».
Наибольшего успеха религиозные реформаторы добились в таких провинциях Черкесии, как Кабарда, Натухай, Бжедугия и Абадзехия. В целом, ислам стал идеологической базой консолидации черкесских обществ конца XVIII — первой половины XIX вв. в борьбе против экспансии Российской империи.
Правовые, обрядовые установления мусульманской религии отразились в культуре адыгов, в его песнях и фольклоре. Исламская этика стала составляющей самосознания черкесского народа, его религиозной самоидентификации.
В древней культуре адыгов (черкесов) центральное место занимает морально-этический и философский кодекс «Адыгэ Хабзэ» у абазин и абхазов именуемый «Апсуара», сформировавшийся под воздействием древней ценностной системы черкесов и доведённый до совершенства многовековой историей народа. Следование «Адыгэ Хабзэ» является одним из инструментов самоидентификации черкесов: понятие «адыгагъэ», буквально переводимое на русский язык как «адыгство» или «черкесскость», является основным оценочным критерием поведения индивидуума в черкесском обществе. «Адыгагъэ» означает соответствие поведения человека (или группы людей) критериям «Адыгэ Хабзэ». «Ар адыгагъэк1э мэпсэу» («Он поступает в соответствии с „Адыгагъэ“») является одной из высших похвал для черкеса.
В фольклоре центральное место занимает нартский эпос, положительные герои которого служат образцом соблюдения кодекса «Адыгэ Хабзэ».
Развито искусство сказителей и исполнителей песен (джэгуакlуэ). Распространены песни-плачи (гъыбзэ), трудовые и шуточные песни. Традиционные музыкальные инструменты — (шыкlэпщынэ) скрипка (бжъэми), свирель (пхъэцlыч), трещотка, различные бубны, на которых играли руками и палочками. В конце XVIII века получила распространение гармоника.
Черкесские поговорки: «Шапсуг не любит жечь порох», «Смерть наездника в бою — плач в его дому, а потеря оружия — плач в целом народе», «Настоящий воспитанный джигит должен покидать застолье с тем, чтобы сразу смог бы присутствовать ещё раз за таким же угощением» и др.

### Воздушное погребение
Из истории[какой?] известно, что в древности у черкесов[уточнить] бытовал обряд воздушного погребения (обряд не совершается более 150 лет).

### Фольклор
В фольклоре основное место занимают нартские сказания (Нарт пшыналъэ), героические и исторические песни, песни-плачи о героях (гъыбзэ). Многообразие трудовых песен обусловлено разными формами хозяйства (песни пахарей, косарей, погонщиков волов при молотьбе, чесальщиц шерсти, песни при прополке и очистке кукурузы, аробные, мельничные, кузнечные, пастушьи песни и наигрыши).
Обрядовый фольклор включает песни-обращения к покровителям леса; песни вызывания дождя; новогодние поздравительные песни; ритуальные наигрыши, сопровождающие поиск утонувшего или погибшего под лавиной; песни-обращения к божеству грома, сопровождающие похороны пострадавшего от молнии; песни семейные (свадебные, колыбельные, песни-укачивания одряхлевших стариков), врачевательные (песни-заговоры от оспы, от ран); песни-благопожелания (хохы).
Музыкальные инструменты: смычковый шичепшин, щипковый апепшин, духовой камыль или бжами, деревянная трещотка пхачич. Со 2-й половине XIX века широко распространилась гармоника. Традиционный музыкальный фольклор сохранился, во многом благодаря странствующим музыкантам (джэгуакlо гъыбзау), особенно популярным у адыгейцев.

### Традиционная одежда

#### Мужская одежда

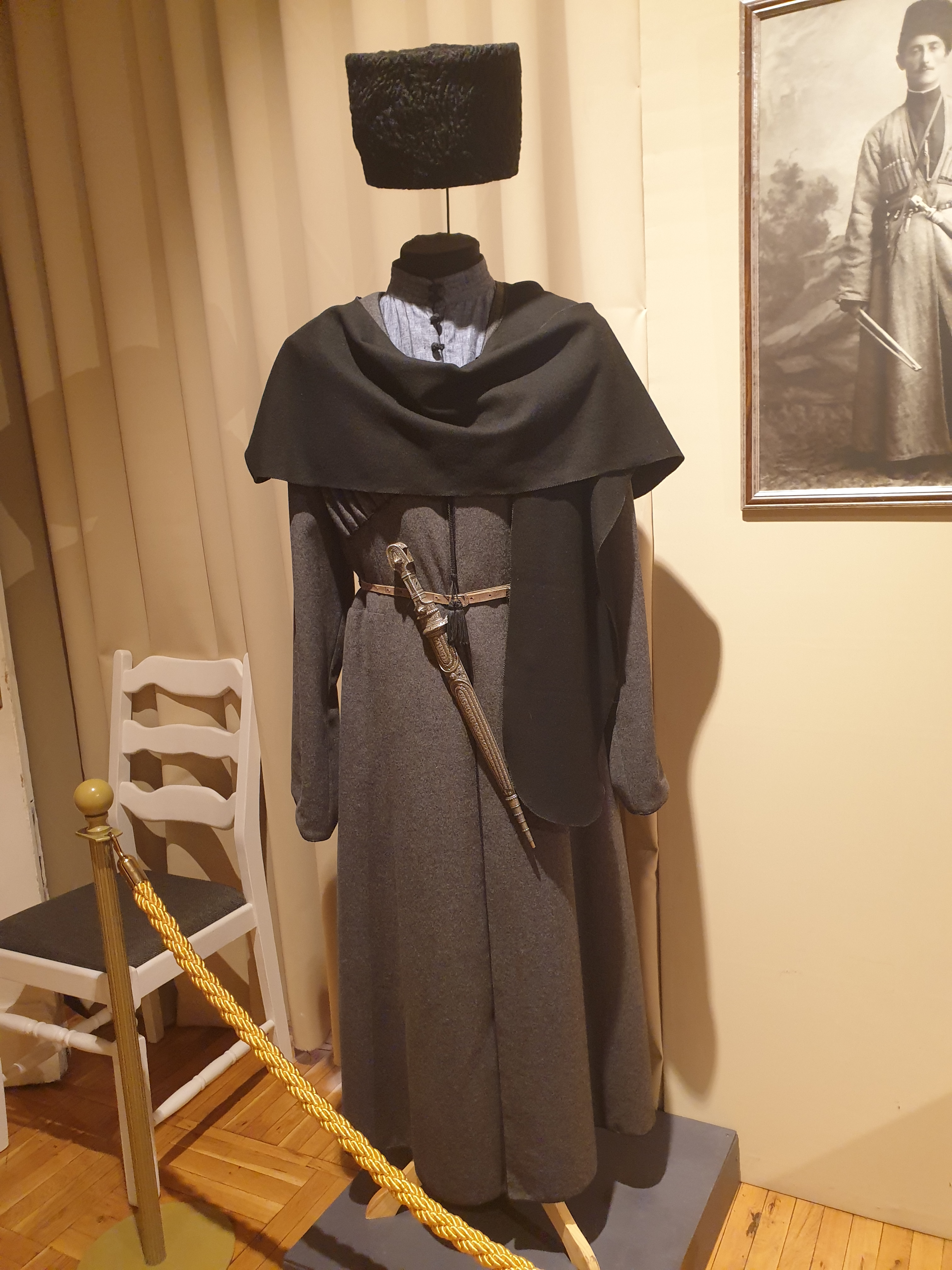
Адыгский костюм

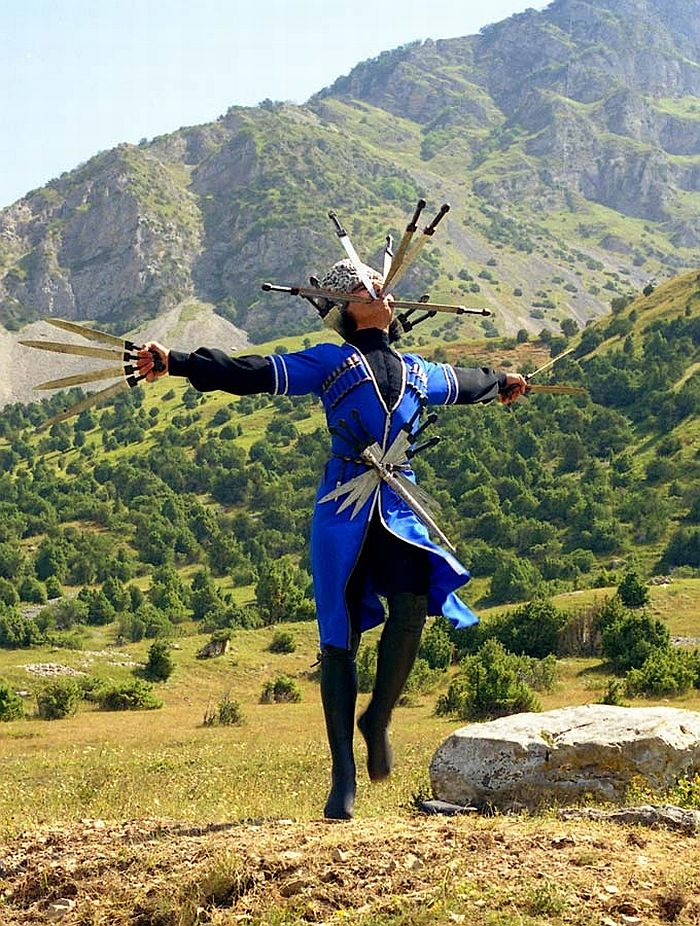
Адыг в национальном костюме

Традиционный мужской костюм — черкеска (цей) однобортный кафтан с открытой грудью, длиной чуть ниже колен, с широкими рукавами. Молодые мужчины в возрасте воина носили черкески с короткими рукавами, чтобы не стесняли движений в бою. С обеих сторон груди нашивались газыри (адыгское хьэзыр — «готовый»), прошитые тесьмой узкие кармашки для особых герметичных пенальчиков, чаще — костяных. В пенальчике была мерка пороха и завёрнутая в тряпицу пуля, отлитая по мерке ружья владельца. Пенальчик позволял быстро зарядить ружьё на всем скаку. Крайние кармашки, расположенные почти под мышками, использовались для хранения сухих щепок на растопку. Позже, с появлением ружей, где порох воспламенялся не фитилём или кремнием, а капсюлем, крайние кармашки стали использоваться для хранения капсюлей. Черкеска строго различалась у мужчин по сословной принадлежности цветом: белого цвета у князей (пщы), красного у дворян (уэрк), серый, коричневый и чёрный у крестьян (синий, зелёный и другие цвета как правило не использовали).
Бешмет (къэптlал) по покрою напоминал черкеску, но был с закрытой грудью и стоячим воротником, узкими рукавами, длина его была чуть выше колена, шился как правило из светлого и более тонкого материала, часто бешмет был стёганый на ватной или шерстяной основе. Штаны (гъуэншэдж, гъуэнчэдж) с широким шагом к низу сужались . Папаха (пыlэ) шилась из овчины белого, чёрного или бурого цвета, высота варьировалась. Также у черкесов имели большое распространение в быту войлочные шляпы (упщlэ пыlэ).
Башлык (щхьарыхъуэн, шъхьарыхъон) шили из тонкого домашнего сукна или покупного материала, украшался басонными изделиями, редко вышивкой, чаще белого цвета но бытовали и тёмных оттенков. Бурка (щlакlуэ, кlакlуэ) — длинный, войлочный плащ, чёрного, редко белого цвета. Наборный пояс. Пряжка его использовалась как кресало для высечения огня.
Обувь — чувяки (вакъэ) шились из сафьяна красного цвета, как правило бытовали у высшего сословия, крестьяне носили чувяки из сыромятной кожи или из войлока.
Ноговицы (лъей) из тонкой кожи или сафьяна, украшенные галунами с подвязками под коленом с серебряными пряжками. Обязательными предметами мужского костюма были кинжал и шашка.
Обязательным элементом одежды благородных (аристократических) адыгских мужчин было холодное оружие.
Бешмет подпоясывался, так называемым, сабельным опоясьем, то есть кожаным поясом, украшенным медными и серебряными бляшками, к которому прикреплялся кинжал и сабля (шашка — сэшхуэ).
Адыги (черкесы) носили кинжалы типа «кама» (къамэ), либо типа «бебут», которые, ко всему прочему, имели функции оберега и использовались для исполнения разных обычаев и ритуалов. Восточный кинжал типа «джамбия» был распространен у убыхов и шапсугов.
Рукоять и ножны кинжала богато украшались серебром, как правило, чернёным, чтобы не демаскировать владельца, как и рукоять шашки, но ножны шашки украшались галуном и вышивкой золотом (этой работой занимались молодые девушки горцев). Сейчас только некоторые имеют полный комплект национального костюма и появляются в нём по праздникам.
Из сабель, в зависимости от состоятельности владельца, предпочиталась сабля мамлюкского типа: либо «килич» (турецкая сабля), либо «гаддарэ» (иранская сабля).
Элементом одежды всадника считался даже лук с колчаном для стрел.
Адыги (черкесы) всегда при себе имели небольшой нож (жан), который мог использоваться в бытовых целях, но не был виден и потому не был элементом одежды.

#### Женская одежда

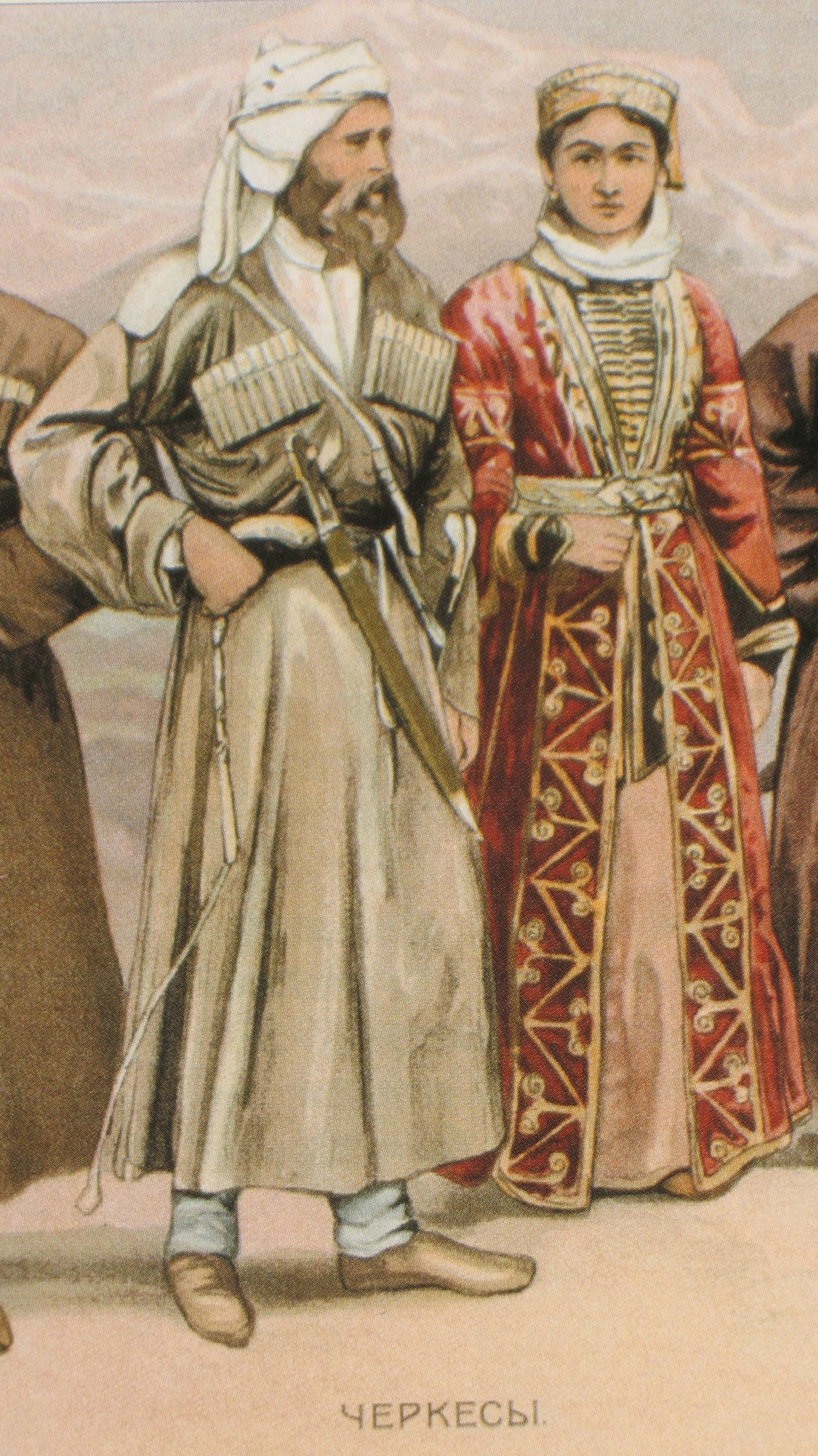
Черкесы в конце XIX века. Хромолитография

Женская одежда была весьма разнообразна и богата украшена. Как и мужская одежда она различалась в сословных вариациях. В костюм женщины входило платье, кафтан, рубаха, штаны, многообразие головных уборов и обуви.
Платье (бостей, бохуцей, зэгъалъэ, сай) — длинное, распашное с открытой грудью, рукава узкие или широкие до кисти или короткие до локтя. Праздничные платья шили из дорогих, покупных тканей: шёлк, бархат, тафта... Цветовая гамма женской одежды была также сдержанна, редко использовали синий, зелёный и яркие пёстрые тона, предпочтение было белым, красным, чёрным, коричневым оттенкам. Края платья и швы закрывались и обшивались галуном и тесьмой из золотых и серебряных ниток, края подола, рукава украшали золотым шитьём. Зимой носили бархатные или из плотного шёлка платья, простёганные на вате или шерсти, редко ворот и подол с рукавами такого платья обшивался мехом. К рукавам крепились нарукавные подвески (lэщхьэ бэлагъ) в виде длинных лопастей, которые богато украшались вышивкой золотом.
Кафтанчик (кlэщl, кlэкlы) чуть выше колена в длину, он напоминал по покрою платье, только имел закрытую грудь с плотным рядом серебряных застёжек и со стоячим воротом. Шили кафтанчик из плотных материалов: шёлк, бархат..., также украшался золотым шитьём. Часто кафтанчик носили без платья, в виде верхней одежды. Девушкам в период созревания надевали кожаный корсет (хуэншыбэ, хуэнчыбэ), который стягивал грудь и стан девушки, носила его девушка до замужества, до брачной ночи...
Поверх платья или кафтанчика надевали пояс (дыжьын бгырыпх) плотно обтягивающий талию, с массивной серебряной пряжкой, украшенной камнями. Ближе к XIX в. пряжки стали делать более тонкими и изящными, чаще это были работы приезжих мастеров, в начале XX в. получили распространение новые пояса, полностью сделанные из серебра в виде скреплённых звеньев с фигурными пряжками, бытовали такие пояса вплоть до 1930-х годов.
Рубаха (джанэ) была с узкими рукавами до кисти, длинной до пят, девушки из состоятельных семей шили её из дорогих, однотонных, тонких материалов: красного, белого, жёлтого цветов. Рукава таких рубах шили длинными, закрывающими кисти девушки.
Головные уборы женщин были весьма разнообразны: платки, шали, шапочки, подвязки и подвески для волос... Молодые девушки из знатных семей до рождения первого ребёнка носили шапочки (дыщэ пыlэ) на твёрдой, кожаной основе украшенные по околышу галунами или вышивкой с округлой или конусообразной верхушкой, центр которой венчал серебряный шарик, полумесяц или фигура птички. Поверх шапочки накидывалась лёгкая шёлковая шаль или накосное украшение (щхьэц пыщэ) которое тонким шнуром крепилось к верхушке шапочки и в виде двух длинных лент спускалось вниз, сзади каждой ленты были шнурки под которые протягивали косы, такие накосники украшали золотым шитьём и басонными изделиями. К шапочке также крепились височные подвески в виде басонных изделий или из серебра весьма крупных размеров, но изящных и лёгких по форме.
Обувь (вакъэ) как и мужская шилась из кожи или делали из тонкого войлока. Богатые девушки носили красные, сафьяновые чувяки, украшенные вышивкой и тесьмой, на праздничные выходы поверх чувяк надевали высокие деревянные ходули (пхъэ вакъэ) в виде скамеечек, обтянутые бархатом и украшенные серебром.
Из украшений девушки носили кольца, серебряные подвески (лъэныкъуэ щlыlу) которые крепились на груди, вдоль выреза платья в виде вытянутых миндалин, цепочки с подвесками, кулонами. Бусы и браслеты были не очень популярны у черкешенок

### Пища
В летнее время года в пищу употребляются в основном молочные продукты и овощные блюда, зимой и весной преобладают мучные и мясные блюда. Наиболее популярен слоёный хлеб из пресного теста, который употребляют с калмыцким чаем (высушенные прессованные листья особого сорта зелёного чая с солью, чёрным перцем, молоком и маслом). Выпекают также дрожжевой хлеб. Широко употребляются кукурузная мука и крупа. Национальное блюдо либжэ — жареная без масла, тушёная или отварная курица или индюшка с соусом (шъыпс), заправленным толчёным чесноком и красным перцем. Оно также является национальным у абазин, но называется дзырдзой. Мясо водоплавающих птиц употребляют жареным или варятся с тестом. Баранину и говядину подают к столу варёными, обычно с приправой из кислого молока с толчёным чесноком и солью (бжыныху шыпс). После варёного мяса обязательно подают бульон, после жареного — кислое молоко. Из просяной и кукурузной муки с мёдом к свадьбе и по большим праздникам готовят национальный слабоалкогольный напиток бэхъсымэ (мэхъсымэ) . По праздникам делают халву из поджаренной пшённой или пшеничной муки в сиропе, пекут пирожки и пироги (лэкъум, дэлэн, хьалывэ, хъыршын).

## Основные занятия адыгов
Теофил Лапинский в 1857 году записал следующее:

Преимущественное занятие адыга — земледелие, которое дает ему и его семье средства к жизни. Земледельческие орудия находятся ещё в примитивном состоянии и, так как железо редко, очень дороги. Плуг тяжел и неуклюж, но это не только особенность Кавказа; я вспоминаю, что видел столь же неуклюжие сельскохозяйственные орудия в Силезии, которая, однако, принадлежит к Немецкому Союзу; в плуг впрягаются от шести до восьми быков. Борона заменяется несколькими пучками крепких шипов, которые кое-как служат тому же назначению. Их топоры и мотыги довольно хороши.
На равнинах и на менее высоких горах употребляются большие двухколесные телеги для перевозки сена и хлеба. В такой телеге не найдешь ни гвоздя, ни кусочка железа, но тем не менее они долго держатся и могут везти от восьми до десяти центнеров.
На равнине телега приходится на каждые две семьи, в горной части — на каждые пять семей; в высоких горах она уже не встречается. Во все упряжки употребляются только быки, но не лошади.

### Земледелие в I тыс. н. э.
Профессор, доктор исторических наук, археолог Гадло А. В. об истории адыгов в I тысячелетии н. э. писал:

Материалы, полученные при исследовании адыгских поселений и могильников второй половины I тыс., характеризуют адыгов как оседлых земледельцев, не утративших идущих с меотских времён навыков плужного земледелия.
Основными земледельческими культурами, которые возделывали адыги, были мягкая пшеница, ячмень, просо, рожь, овес, из технических культур — конопля и, возможно, лён. Многочисленные зерновые ямы — хранилища раннесредневековой эпохи — прорезают толщи ранних культурных напластований на городищах Прикубанья, а крупные красноглиняные пифосы — сосуды, предназначенные главным образом для хранения зерна, составляют основной вид керамических изделий, бытовавших на поселениях Черноморского побережья.
Почти на всех поселениях встречаются обломки круглых ротационных жерновов или целые жерновые камни, служившие для дробления и размола зерна. Найдены обломки каменных ступ-крупорушек и пестов-толкачей. Известны находки серпов (Сопино, Дюрсо), которые могли использоваться как для жатвы зерновых, так и для косьбы кормовых трав для скота.

### Животноводство

#### Животноводство в I тыс. н. э.
Археолог Гадло А. В. об истории адыгов в I тысячелетии н. э. писал:

Несомненно, видную роль в хозяйстве адыгов играло также скотоводство. Адыги разводили крупный рогатый скот, овец, коз, свиней. Неоднократно найденные в могильниках этой эпохи захоронения боевых коней или деталей конского снаряжения свидетельствуют о том, что коневодство представляло важнейшую отрасль их экономики.
Борьба за стада крупного рогатого скота, табуны коней и тучные равнинные пастбища является постоянным мотивом героических деяний в адыгском фольклоре.

#### Животноводство в XIX веке
Теофил Лапинский писал следующее:

Козы — численно самое распространенное домашнее животное в стране. Молоко и мясо коз, вследствие превосходных пастбищ, очень хорошие; козье мясо, которое в некоторых странах считается почти несъедобным, здесь вкуснее, чем баранина.
Адыги держат многочисленные стада коз, многие семьи имеют их несколько тысяч штук, и можно считать, что этих полезных животных в стране свыше полутора миллионов.
Коза находится только зимой под крышей, но и тогда она днем выгоняется в лес и сама находит себе в снегу какую-нибудь пищу.
Буйволов и коров имеется много в восточных равнинах страны, ослы и мулы встречаются только в южных горах.
Свиней раньше держали много, но со времени введения магометанства свинья как домашнее животное исчезла.
Из птиц держат кур, уток и гусей, особенно много разводят индюшек, но адыг очень редко берет на себя труд заботиться о домашней птице, которая кормится и размножается как попало.

#### Коневодство
В XIX веке, о коневодстве адыгов (кабардицев, черкесов), сенатор Филипсон, Григорий Иванович сообщал:

У горцев западной половины Кавказа были тогда знаменитые конские заводы: Шолок, Трам, Есени, Лоо, Бечкан.
Лошади не имели всей красоты чистых пород, но были чрезвычайно выносливы, верны в ногах, никогда не ковались, потому что их копыта, по выражению казаков «стаканчиком», были крепки, как кость.
Некоторые кони, как и их всадники, имели громкую славу в горах. Так например белый конь завода Трам был почти столько же известен у горцев, как и его хозяин Магомет-Аш-Атаджукин, беглый кабардинец и знаменитый хищник.

Теофил Лапинский писал следующее:

Прежде было много табунов лошадей во владении богатых жителей на Лабе и Малой Кубани, теперь мало семейств, которые имеют больше 12—15 лошадей. Но зато мало и таких, которые совсем не имеют лошадей. В общем можно считать, что в среднем на каждый двор приходится 4 лошади, что составит для всей страны около 200 000 голов.
На равнине число лошадей вдвое больше, чем в горах.

### Ремесла

#### Кузнечное дело

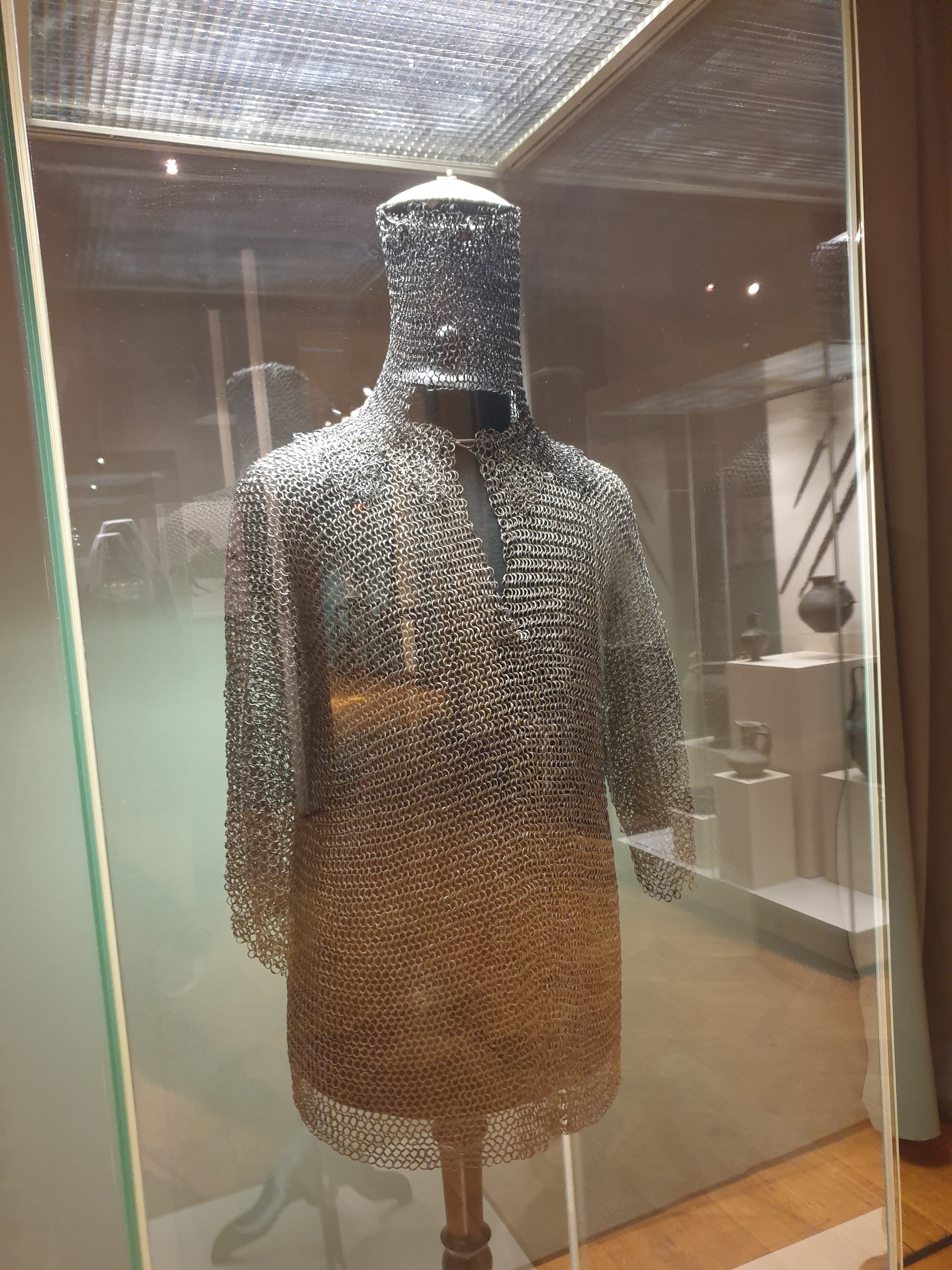
Адыгская кольчуга и мисюрка, XVIII век

Гадло А. В. об истории адыгов в I тысячелетии н. э. писал:

Адыгские кузнецы в эпоху раннего средневековья, по-видимому, ещё не порвали своей связи с общиной и не выделились из неё, однако внутри общины они уже составляли обособленную профессиональную группу,…
Кузнечное производство в этот период было ориентировано в основном на удовлетворение хозяйственных нужд общины (лемехи, косы, серпы, топоры, ножи, надочажные цепи, вертела, овечьи ножницы и т. п.) и её военной организации (конское снаряжение — удила, стремена, подковы, подпружные пряжки; наступательное оружие — копья, боевые топоры, мечи, кинжалы, наконечники стрел; защитное вооружение — шлемы, кольчуги, детали щитов и т. п.).
Какова была сырьевая база этого производства, определить пока что трудно, но, не исключая наличия собственной выплавки металла из местных руд, укажем на два железорудных района, откуда металлургическое сырье (полуфабрикаты-крицы) могло поступать и кузнецам-адыгам. Это, во-первых, Керченский полуостров и, во-вторых, верховья Кубани, Зеленчуков и Урупа, где обнаружены явные следы древней сыродутной выплавки железа.

#### Ювелирное дело
Также, А. В. Гадло об истории адыгов в I тысячелетии н. э. писал:
Адыгские ювелиры владели навыками литья цветных металлов, паяния, штамповки, изготовления проволоки, гравировки и др. В отличие от кузнечного дела их производство не требовало громоздкого оснащения и больших, труднотранспортируемых запасов сырья. Как показало погребение ювелира в могильнике на р. Дюрсо, металлурги-ювелиры в качестве сырья могли использовать не только полученные из руды слитки, но и металлический лом. Вместе со своим инструментарием и сырьем они свободно передвигались от селения к селению, все более отрываясь от своей общины и превращаясь в ремесленников-отходников.

#### Оружейное дело

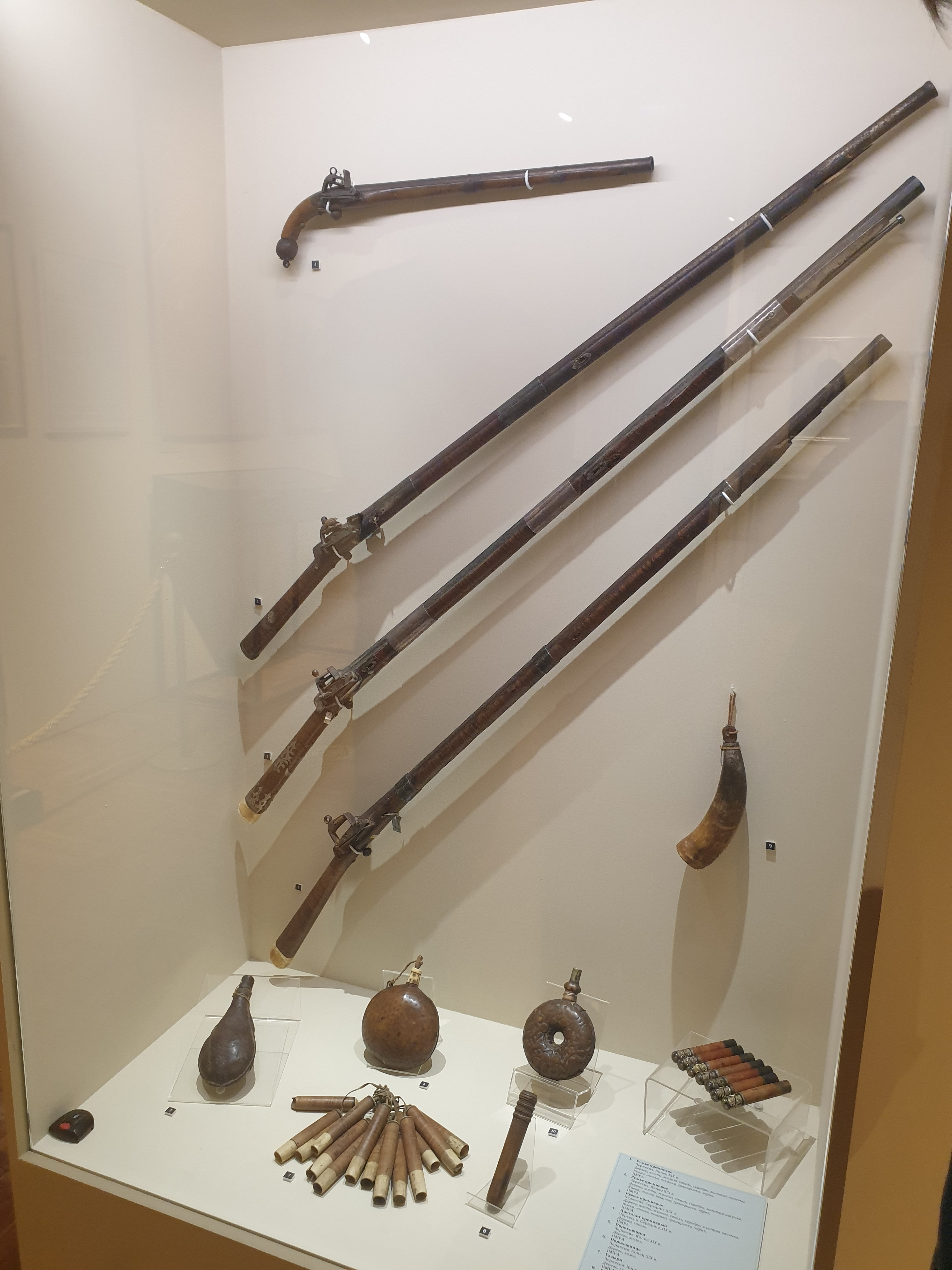
Адыгские кремневые ружья, пистолет, а также пороховницы и газыри. XIX век

Польский полковник, командир отряда, состоящего из нескольких десятков поляков и воевавшего на стороне адыгов с 1857 по 1859 год, Теофил Лапинский (Лапиньский), известный также как Теффик-бей, писал следующее:

Кузнецы очень многочисленны в стране. Они почти повсюду оружейных и серебряных дел мастера и в своей профессии очень искусны.
Почти непостижимо, как они с их немногими и недостаточными инструментами могут изготовлять превосходное оружие.
Золотые и серебряные украшения, которые вызывают восхищение европейских любителей оружия, изготовляются с большим терпением и трудом скудными инструментами.
Оружейные мастера очень уважаемы и хорошо оплачиваются, конечно, редко наличными деньгами, а почти всегда натурой.
Большое число семейств занимается исключительно изготовлением пороха и получает от этого значительную прибыль. Порох — самый дорогой и самый необходимый товар, без которого здесь никто не может обойтись. Порох не особенно хорош и уступает даже обыкновенному пушечному пороху. Он изготовляется грубым и примитивным способом, потому невысокого качества. В селитре нет недостатка, так как селитровые растения в большом количестве растут в стране; наоборот, мало серы, которую большей частью получают извне (из Турции).

## Медицина

### Оспопрививание у адыгов
В 1711 году, Абри де ла Мотрэ (французский агент шведского короля Карл XII) посетил Кавказ, Азию и Африку во время которого он стал свидетелем процедуры оспопрививания, проводившейся больной адыгской девочке в селении Деглиад, и оставил подробное описание этой процедуры:
Девочку отнесли к маленькому мальчику трёх лет, который был болен этой болезнью и у которого оспинки и прыщики начинали гноиться. Старая женщина произвела операцию, так как наиболее пожилые представители этого пола имеют репутацию самых разумных и знающих и они практикуют медицину подобно тому, как самые старые другого пола практикуют священство. Эта женщина взяла три иголки, связанных вместе, которыми она, во-первых, сделав укол под ложечку маленькой девочке, во-вторых в левую грудь против сердца, в третьих, в пупок, в-четвёртых, в правую ладонь, в-пятых, в лодыжку левой ноги, пока не пошла кровь, с которой она смешала гной, извлечённый из оспинок больного. Затем она приложила к уколотым и кровоточащим местам сухие листья коровника, привязав сверлу две кожи новорождённых ягнят, после чего мать завернула её в одно из кожаных покрывал, из которых состоит, как уже говорил выше, постель черкесов, и таким образом завёрнутую она унесла её к себе. Мне сказали, что её должны были держать в тепле, кормить лишь кашей, сделанной из тминной муки, с двумя третями воды и одной третью овечьего молока, ей не давали пить ничего, кроме прохладительного отвара, сделанного из воловьего языка (Растение), немного лакрицы и коровника (Растение), трёх вещей, весьма обычных в стране.
Но согласно официальным сообщениям (отчётам), ещё задолго до путешествия де ла Мотрэ, то есть, до 1711 года, черкешенки в Черкесии владели навыками массового прививания оспы.

### Традиционная хирургия и костоправство
О кавказских хирургах и костоправах Н. И. Пирогов в 1849 году писал:
Азиатские врачи на Кавказе излечивали совершенно такие наружные повреждения (преимущественно следствия огнестрельных ран), которые, по мнению наших врачей, требовали отнятия членов (ампутации), это факт, подтверждаемый многими наблюдениями; известно на всём Кавказе и то, что отнятие членов, вырезывание раздробленных костей никогда не предпринимается азиатскими врачами; из кровавых операций, производимых ими для лечения наружных повреждений, известны только вырезывание пуль.

## Жилища и поселения в I тыс. н. э.
О жилищах адыгов Гадло А. В. написал:

Об интенсивном заселении коренной адыгской территории на протяжении всей второй половины I тыс. свидетельствуют многочисленные городища, селища и могильники, обнаруженные как на побережье, так и в равнинно-предгорной части Закубанья.
Адыги, жившие на побережье, как правило, селились в неукреплённых поселках, располагавшихся на возвышенных плато и горных склонах вдали от берега в верховьях впадавших в море речек и ручьев.
Возникшие в античный период на морском берегу посёлки-торжища в раннесредневековую эпоху не утратили своего значения, а некоторые из них даже превратились в защищённые крепостями города (например, Никопсис в устье р. Нечепсухо в районе с. Ново-Михайловского).
Адыги, жившие в Закубанье, как правило, селились на возвышенных мысах, нависавших над пойменной долиной, в устьях впадающих в Кубань с юга рек или в устьях их притоков. До начала VIII в. здесь преобладали укреплённые поселения, состоявшие из огражденного рвом городища-цитадели и примыкавшего к нему посада, иногда также ограждённого с напольной стороны рвом. Большинство из этих поселений располагалось на местах старых меотских городищ, покинутых в III или IV в. (например, у хут. Красный, у аулов Гатлукай, Тахтамукай, Ново-Вочепший, у хут. Ястребовский, у пос. Красный и др.).
В начале VIII в. прикубанские адыги тоже начинают селиться в неукреплённых открытых поселениях, подобных поселениям адыгов побережья.

## Современные языки
Черкесы говорят на языках адыгской подгруппы абхазо-адыгской семьи языков.
В 1920—1925 годах северокавказская интеллигенция, пользуясь существовавшей в эти годы относительно большей свободой, старалась наверстать упущенное в предшествовавшие годы, но эта возможность продолжалась недолго. В 1922 году, в Кисловодске была созвана «Конференция по просвещению горцев». В результате её работы на Северном Кавказе были открыты школы на родных языках.
На настоящее время язык адыгов имеет две литературные нормы, а именно адыгейский (западный) и кабардино-черкесский (восточный), входящие в абхазо-адыгскую группу северокавказской семьи языков.
Большинство адыгов двуязычны, помимо родного языка владеют государственным языком страны проживания; в России и других странах СНГ это русский язык, в Турции — турецкий, в арабских странах — арабский и т. д.

## Письменность
Согласно докладу Н. Г. Ловпаче, на территории Майкопа и в его окрестностях найдено три памятника (нерасшифрованных и пока малоизученных) вида древнего письма, возможно, связанных с древними археологическими культурами. Это известная Майкопская плита, Петроглифы Махошкушха, и пуантильная надпись золотого колпачка из Курджипского кургана.

## Высказывания о черкесах (адыгах)
… Черкес проворный

Широкой степью, по горам,

В косматой шапке, в бурке чёрной,

К луке склонясь, на стремена

Ногою стройной опираясь,

Летел по воле скакуна,

К войне заране приучаясь.

Он любовался красотой

Одежды бранной и простой:

Черкес оружием обвешен,

Он им гордится, им утешен:

На нём броня, пищаль, колчан,

Кубанский лук, кинжал, аркан

И шашка, вечная подруга

Его трудов, его досуга.

Ничто его не тяготит,

Ничто не брякнет; пеший, конный –

Все тот же он; все тот же вид

Непобедимый, непреклонный…
Он поднял светлое чело,

Смотрел и внутренно гордился!

Что он ЧЕРКЕС, что здесь родился!

Меж скал незыблемых один,

Забыл он жизни скоротечность,

Он, в мыслях мира властелин,

Присвоить бы желал их вечность.
Она мила — скажу меж нами —

 Придворных витязей гроза,

И можно с южными звездами

Сравнить, особенно стихами,

Её черкесские глаза…
Скажи черкес – ты плакал или нет?

Меня волнует твой ответ.

Дороже крови для мужчины слезы,

Они не то, что мартовские грозы.

Я гордый взгляд черкеса увидал,

Моим словам он смысла не придал:

«Ты спрашиваешь – плакал я иль нет? 

Тогда послушай мой ответ.

За Родину я долго воевал,

Я хоронил друзей и горевал,

Но слезы не лились из глаз,

А за друзей я отомстил не раз.

Мой брат родной убит был на войне,

Хватило в жизни горя мне вполне,

Но слёз моих никто не видел вновь,

Они дороже для меня, чем кровь.

Отец в земле сырой лежит,

Но дух его как жар горит,

Пред смертью мне он завещал,

Чтоб мать родную защищал.

Моя родная мать, любил тебя как день,

Как ночь прекрасную, как в жаркую погоду тень,

Как лучик солнца, что с утра сияет,

Как ручеек, что с камешком играет.

Покинула меня, мой солнца луч,

Как будто скрылась ты во мраке туч,

С отцом тебя я рядом хоронил,

И у Аллаха рай для вас просил…

В тот день стоял я посреди могил,

Но снова слёз я не пролил,

Хоть влага и заполнила глаза,

Но не стекла ты, по щеке слеза!!!»

Я молвил: «Много ты видал,

Но честь свою ты не продал,

Дороже крови для мужчины слезы,

Они не то, что мартовские грозы».

Я всё стоял, черкес молчал,

Я тихо головой качал,

И вдруг черкес заговорил,

Мою он душу поразил.

Сказал черкес: «Когда стоял у моря,

С родной землёй прощаясь навсегда,

Садился на корабль я полный горя,

И знаешь, ты, случилось что тогда???

Я плакал, плакал в первый раз,

И слёзы капали из глаз,

Душа рвалась моя на части,

Ты знаешь, что это за страсти?

Как я мечтал в земле отцов,

Найти себе последний кров,

Остаться там и смерть принять,

Ведь боль мою мне не унять»…

Молчал черкес, молчал и я,

К чему пустая болтовня?…

Погас очаг, черкеса жизнь за ним,

Он на чужбине был как пилигрим…
И дики тех ущелий племена,

Им бог — свобода, их закон — война,

Они растут среди разбоев тайных,

Жестоких дел и дел необычайных;

Там поразить врага не преступленье;

Верна там дружба, но вернее мщенье;

Там за добро — добро, и кровь — за кровь,

И ненависть безмерна, как любовь
Только одно могу похвалить, что все они такие воины, каких в здешних странах не обретается, ибо где татар или кумыков тысяча, тут черкесов довольно двухсот. И никто против них не стоит, и все от них трепещут...
— Астраханский губернатор в письме Петру I о кабардинцах, 1721 г.
Рыцарская Кабарда была законодательницей мод и вкуса всех воинственных адыгских обществ от Сунжи до Чёрного моря
…
Влияние кабардинцев было значительно и выражалось в подражании им окружающих их народов в одежде, вооружении, нравах и обычаях. Искусство кабардинцев сидеть на коне, носить оружие, умение держаться, их манеры были так своеобразны и поразительны, что ингуши, осетины и чеченцы отправляли в Кабарду своих детей учиться этому. 
Выражение: "Он одет и ездит, как кабардинец" звучало наивысшей похвалой для них.
— историк И. Попко «Терские казаки»
...Их кони красивы, легки, крупных размеров, но притом стройны, ровно как и сами всадники, изящны и тонки в поясе. У них кровь алая, благородная, глаза чёрные, брови дугой, особенно у женщин, которым, я думаю, можно отдать предпочтение перед всеми женщинами в мире" -Эмиддио Дортелли д'Асколи - католический монах Доминиканского ордена, возглавлявший в 1624-1634 годах доминиканскую миссию в Каффе.
— историк И. Попко «Терские казаки»
Есть три качества, которые в этих краях дают человеку право на известность - храбрость, красноречие и гостеприимство; или ... острый меч, сладкий язык и сорок столов.
— Дж. Лонгворт.
Как мужчины, так и женщины доброго нрава и целомудренны. Среди них можно встретить красивейших людей в мире. Они очень гостеприимны, разумны, приветливы.
— Н. Витсен
Черкесы грубых и ругательных слов не терпят; в противном случае Князья и Уздени равного себе вызывают на поединок, а незнатного человека нижней степени или простолюдина убивают на месте. Кабардинцы всегда наблюдают в обращении между собою вежливость чинопочитанием соизмеряемую; -  и сколь не пылки в страстях своих, стараются умерить оные в разговоре; даже в самом жару споров, происходящих в народных собраниях, они сдерживают себя в пределах благопристойности.
— Историк Кавказа Семён Броневский о нравах кабардинцев.

Привыкшие с самого нежного возраста к суровой закалке тела, к пользованию оружием и управлению лошадью, они не знают другой славы, кроме победы над врагом, и другого позора, кроме отступления перед неприятелем.
— Тэбу де Мариньи. «Путешествие в Черкесию»
Невозможно коротко дать представление о стремительности черкесской атаки, для самых храбрых европейских войск она должна быть абсолютно ужасной, поскольку осуществляется буквально с быстротой молнии». Далее он отмечает: «Чтобы дать вам представление об их отчаянной храбрости, скажу вам, что русские офицеры уверяли меня, что черкесский воин никогда не сдаётся в плен и сражается до тех пор, пока в нём останется хоть одна искра жизни, даже с толпой врагов… Из числа других превратностей войны, они весьма замечательны в преследовании; если их противник допустит малейший непорядок при отступлении, отряд этих партизан способен совершенно уничтожить целую армию.
— Эдмунд Спенсер, английский путешественник, XIX в.
Эти зихи по большей части красивы и хорошо сложены, а в Каире можно встретить людей (отличающихся) величественной наружностью между мамелюками и эмирами, большинство которых, как было сказано, из их племени
— Джорджо Интериано. «Быт и страна зихов, именуемых черкесами»

## Галерея
Черкесская диаспора на Ближнем Востоке

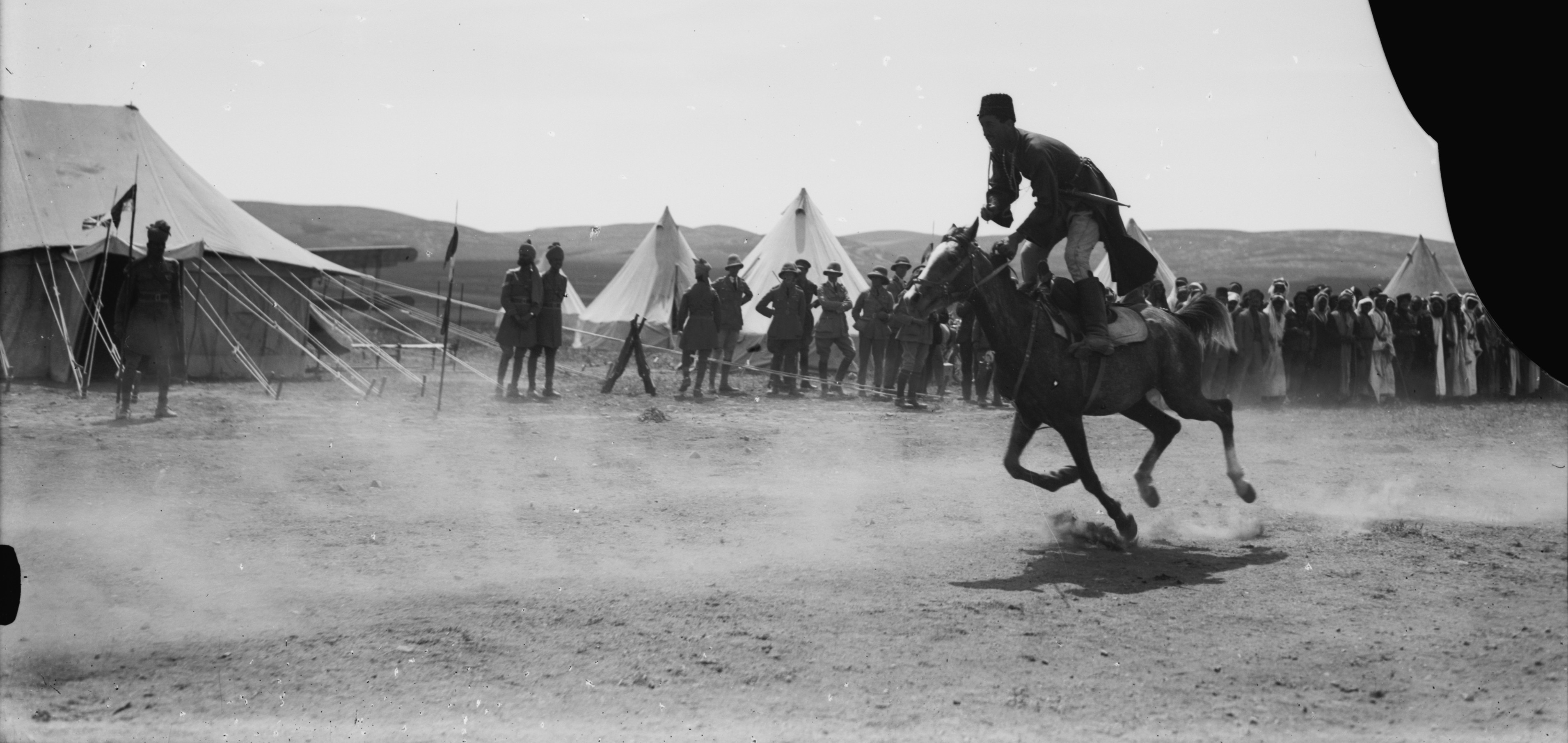
Черкесский всадник в Трансиордании (1921)
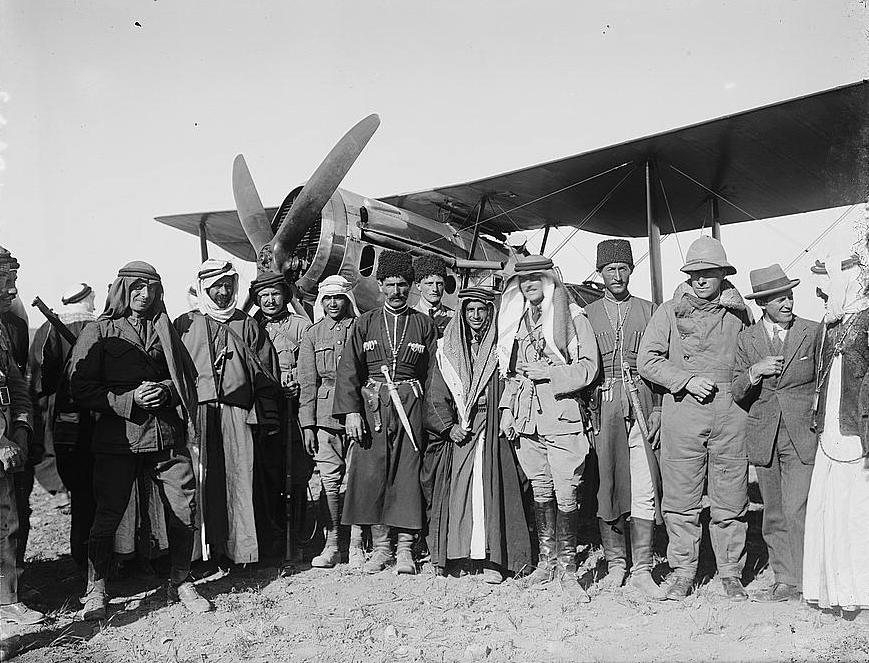
Главы бедуинских и черкесских общин на аэродроме Аммана, Иордания (1921)
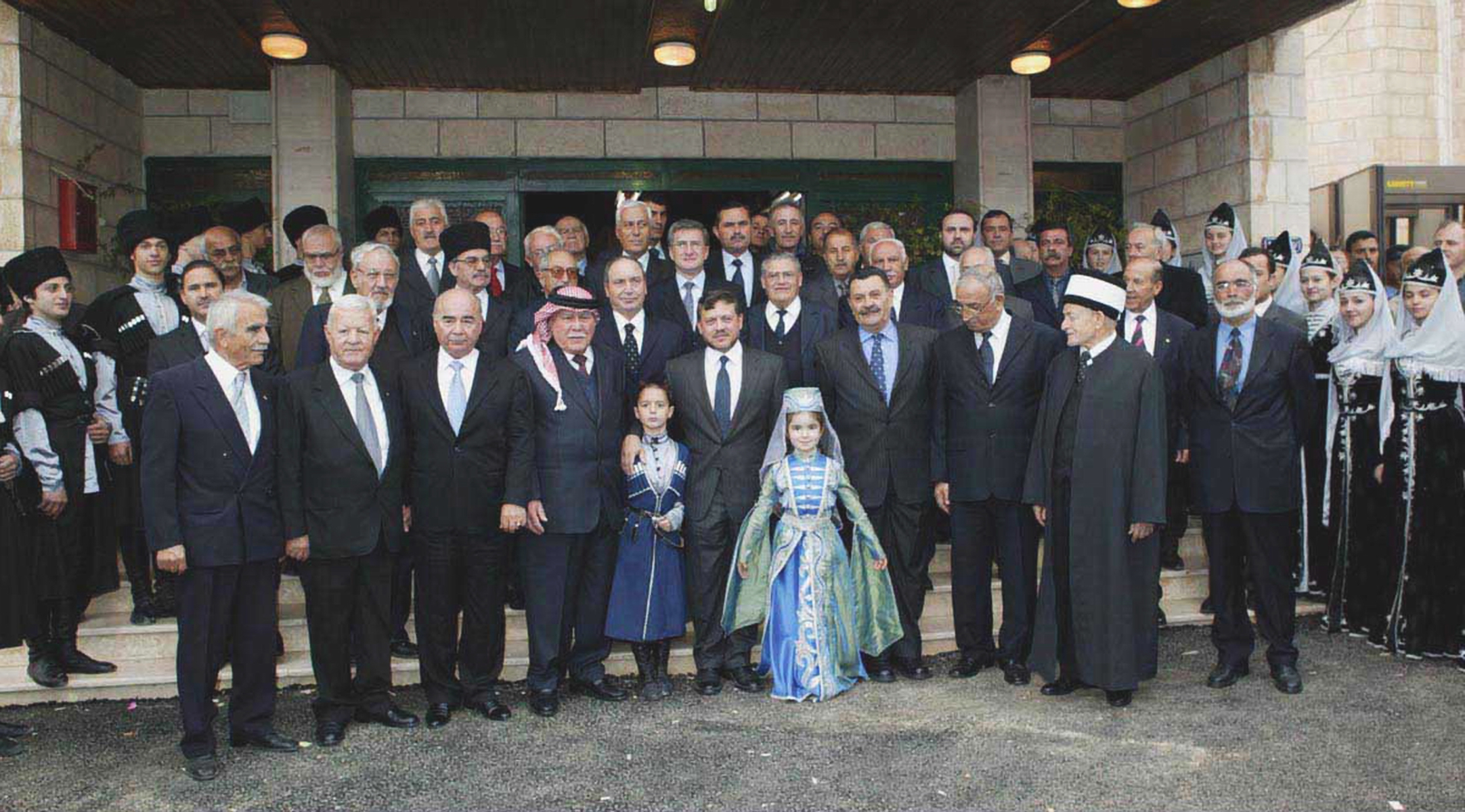
Визит короля Иордании в Черкесский Национальный Совет в Аммане, Иордания (2007)
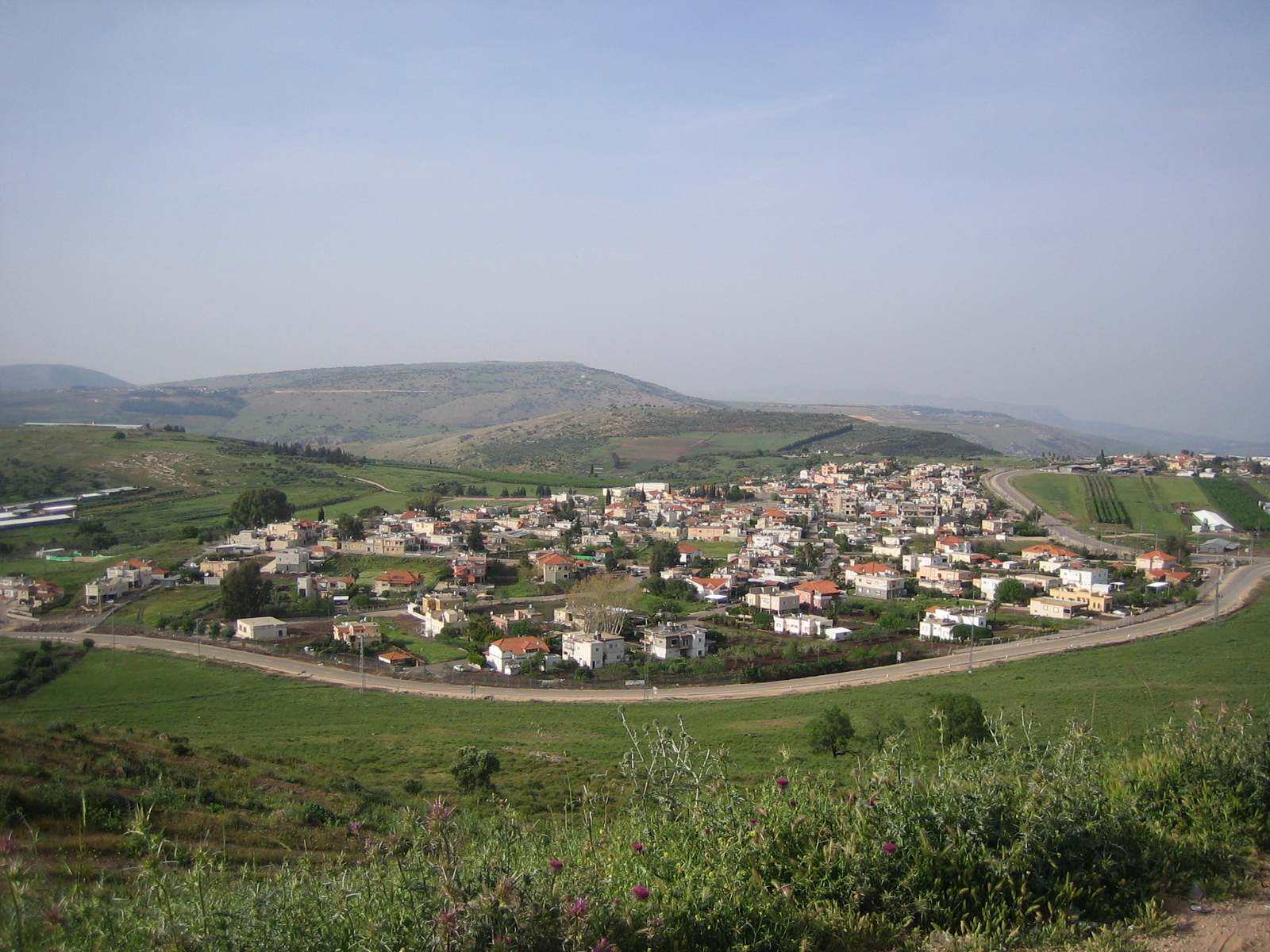
Черкесский аул Реихания в Израиле
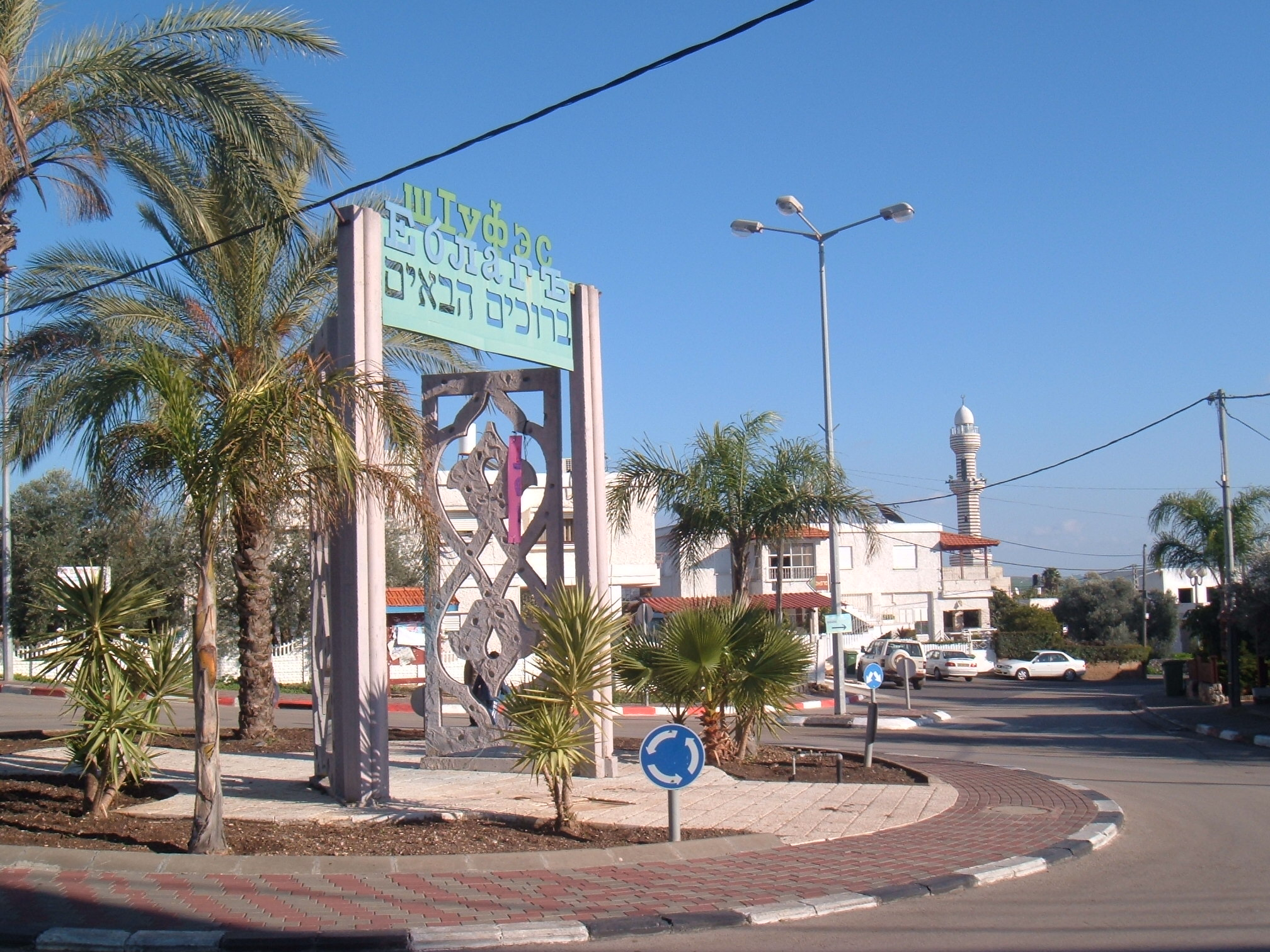
Черкесский аул Кфар-Кама в Израиле
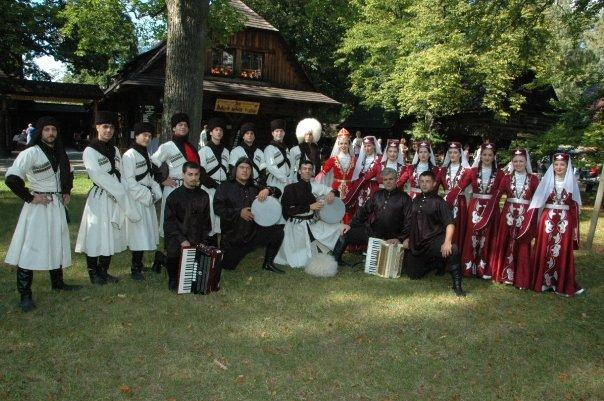
Черкесский фольклорный ансамбль «Типса[ивр.]» («Душа»), Кфар-Кама, Израиль (2008)
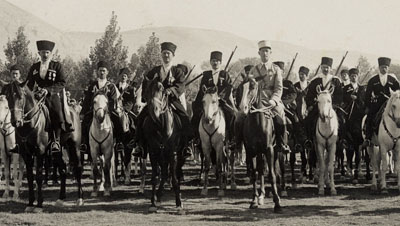
Черкесы и французы в Дамаске (1946)
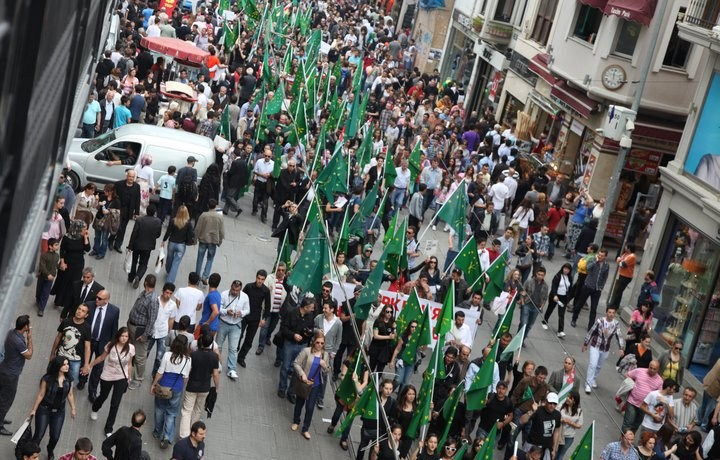
Шествие представителей черкесской диаспоры в Стамбуле, Турция (2011)

### Комментарии
1. ↑  В качестве второго языка — преимущественно турецкий, русский и арабский, но первый значительно распространён в качестве родного.
2. ↑  Первый звук — губно-губной дрожащий согласный.
3. 1 2  По переписям 1959 и 1979 гг. шапсуги учитывались в составе адыгейцев.